# Nevada
Nevada es uno de los cincuenta estados que, junto con Washington D. C., forman los Estados Unidos. Su capital es Carson City y su mayor ciudad es Las Vegas, famosa por sus casinos y la legalización del juego. Está ubicado en la región Oeste del país, división Montañas Rocosas. Limita al noroeste con Oregón, al noreste con Idaho, al este con Utah, al sureste con Arizona (parte de esta frontera la forma el río Colorado) y al oeste y suroeste con California. Con 286 351 km² es el séptimo estado más extenso —por detrás de Alaska, Texas, California, Montana, Nuevo México y Arizona— y con 9.43 hab/km² es el noveno menos densamente poblado, por delante de Nebraska, Idaho, Nuevo México, Dakota del Sur, Dakota del Norte, Montana, Wyoming y Alaska, el menos densamente poblado. Fue admitido en la Unión el 31 de octubre de 1864, como el estado número 36, en plena Guerra de Secesión; ello le ha valido el apodo de El estado nacido en la batalla.
Nevada posee las mayores tasas de crecimiento demográfico —66.3 % entre 1990 y 2000— de todo Estados Unidos, en gran medida gracias a la gran inmigración de mexicanos. No obstante, la mayor parte de Nevada está casi despoblada. La mayoría de la población del estado se concentra en los núcleos urbanos de Las Vegas, Henderson y Reno.
Los primeros exploradores europeos en explorar la zona de Nevada fueron los españoles, quienes le dieron el nombre de Nevada, a causa de la nieve que cubría los montes en invierno. Fue parte del Virreinato de Nueva España hasta 1821, fecha de la independencia de México, pasando a formar parte de México. En 1848, con el final de la Guerra entre México y Estados Unidos, pasa a formar parte de Estados Unidos. 
Durante la década de 1870 se encontraron en Nevada grandes yacimientos de plata, lo que le valió el apodo de The Silver State. Actualmente, la minería aún posee cierta importancia en su economía, aunque mucho menos que antaño. Además de plata, es un gran productor de oro, petróleo y arena. Sin embargo, en la actualidad la mayor fuente de ingresos es el turismo (Las Vegas y Reno).

## Etimología y pronunciación
El nombre español «Nevada» fue dado a este territorio por el fraile franciscano y explorador español Francisco Garcés (1738-1781), primer no nativo en pisar esta tierra, en 1776, al estar limitada en su extremo oeste por la cordillera de Sierra Nevada («montañas cubiertas de nieve»).
Los nevadenses normalmente pronuncian la segunda sílaba de su estado utilizando la vocal /æ/ de «bad». Muchas personas fuera de los Estados occidentales del país la pronuncian con la vocal /ɑː/ de «father» /nəˈvɑːdə/. Aunque la última pronunciación es más cercana a la pronunciación en español, no es la preferida por la gente local. La pronunciación local no es [nəˈβɑdə], sino [nəˈvædə]. En 2005, la Comisión de Turismo de Nevada emitió una matrícula especial en la que figuraba el nombre del estado como Nevăda, para ayudar con el problema de la pronunciación. De manera notable, George W. Bush hizo un faux pas de este tipo para su campaña para las Elecciones presidenciales de Estados Unidos de 2004. Una vindicación posterior llegó cuando el presidente Bush hizo campaña en el Reno-Sparks Convention Center el 18 de junio de 2004. El presidente abrió su discurso proclamando que «It's great to be here in Nevada /nəˈˈvædə/« («Es grandioso estar aquí en Nevada»), enfatizando la correcta pronunciación de la letra A. La multitud dio su aprobación cuando alegremente señaló, «You didn't think I'd get it right, did ya?» («No pensaron que lo diría bien, ¿o sí?») Bush subsecuentemente ganó el estado en la elección.
El asambleísta Harry Mortenson ha propuesto un proyecto de ley para reconocer la pronunciación alternativa (cuasi-española) de Nevada.

## Historia

### Introducción
Derivado de las expediciones del Padre Kino a fines del siglo XVII por el norte del actual México y sur de los EE. UU., Nevada fue explorada y conquistada por la Corona Española en las primeras dos décadas del siglo XVIII -aunque no del todo colonizada-. Formó parte del Virreinato de la Nueva España hasta 1821, en que forma también parte del Primer Imperio Mexicano de Agustín de Iturbide y en 1823 de México. A raíz de la Intervención estadounidense en México de 1847-48, y por el Tratado de Guadalupe Hidalgo de 1848, Nevada pasa a formar parte de los Estados Unidos de América. En 1850, el Congreso de los Estados Unidos estableció el Territorio de Utah, que incluía los actuales estados de Utah, Idaho y Nevada. En 1859 se descubrieron en la zona importantes yacimientos de oro y plata lo que trajo a la región a numerosos mineros, comerciantes y otros personajes que buscaban hacerse ricos.

Territorios mexicanos cedidos a los Estados Unidos según el Tratado de Guadalupe Hidalgo, entre los que se incluye Nevada.

El 2 de marzo de 1861, Nevada se separó del territorio de Utah y adoptó su nombre actual, abreviación del nombre español de «Sierra Nevada». El 31 de octubre de 1864, Nevada se convirtió en el estado número 36 de la unión.
Los límites actuales del estado se establecieron el 5 de marzo de 1866 al absorber parte del condado de Pah-Ute en Territorio de Arizona, al oeste del río Colorado. El traspaso se agilizó después de que se descubriera oro en la zona y de que se considerara que Nevada estaba más preparada para controlar el territorio gracias al aumento de la población.
El juego era común en las ciudades mineras de la primitiva Nevada pero fue declarado ilegal en 1909 al iniciarse una cruzada antijuego a nivel nacional. El estado legalizó el juego de nuevo en 1931 debido a la crisis agrícola y minera que sufría la región. En ese momento se creía que la legalización duraría unos pocos años, los justos para superar la crisis. Sin embargo, jamás se ha vuelto a considerar convertir de nuevo el juego en ilegal.
También cabe destacar que Nevada ha sido una importante zona de pruebas nucleares durante el siglo pasado, existiendo así zonas militares restringidas para experimentaciones nucleares y la conocida base aérea de Nellis del USAF con su «Área 51».

### Hasta 1864
Los indígenas americanos vivían en la región donde actualmente se localiza el Estado de Nevada miles de años antes de la llegada de los primeros exploradores europeos. Todas las tribus indígenas que vivían en la región formaban parte de la familia de los uto-aztecas. El primer explorador europeo en explorar la región fue el español Francisco Garcés, en 1776, habiendo partido de Nuevo México en dirección a California. Por aquel entonces, Nevada formaba parte de las colonias españolas de las Américas. A excepción de algunos puestos comerciales para la realización de trueques con los nativos indígenas locales, durante décadas no se instaló ningún asentamiento permanente en la región.
En 1821, con la independencia de México, Nevada pasa a ser controlada por este país. Sin embargo, los mexicanos poco se interesaron por colonizar la región de la actual Nevada, por su clima desértico, poco propicio para la práctica de la agricultura. Nevada continuó siendo habitado solo por nativos indígenas locales. Durante la década de 1820, diversos exploradores británicos, en su mayoría comerciantes al mando de la Compañía de la Bahía de Hudson comenzaron a explorar las tierras de Nevada. En 1830, Joseph Walker partió de Santa Fe, Texas, en dirección a Los Ángeles, California. En medio del viaje, en la desértica región de Nevada, construyó una rudimentaria carretera para orientarse mejor. Esta carretera fue muy usada durante la fiebre del oro de California de 1848, que atrajo a miles de inmigrantes estadounidenses del este del país hacia el oeste.

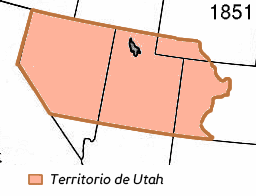
El Territorio de Utah en 1851.

En 1848, México fue derrotado por los Estados Unidos en la Intervención estadounidense en México, que se hubo iniciado en 1846. Como consecuencia, toda la región de Nevada pasó a formar parte de Estados Unidos. En 1850 se instituyó el Territorio de Utah, que incluía el centro y norte de la actual Nevada. Lo restante formaba parte del Territorio de Nuevo México, instituido también en 1850.
Los colonos estadonunidense fueron gradualmente instalándose en la región de Nevada. El primer asentamiento estadounidense de Nevada fue Virginia City. Los primeros asentamientos urbanos se crearon principalmente para que sirviesen como centro de abastecimiento para las personas del este de Estados Unidos que se dirigían al oeste. Sin embargo, estos abastecimientos —alimentos, ropa, armas y utensilios básicos eran muy caros, puesto que se solían adquirir en California— hasta finales de la década de 1860. En 1859, se encontraron grandes yacimientos de plata en Virginia City, lo que atrajo a numerosas empresas mineras y a miles de personas procedentes de California y del este estadounidense. La población de la región pasó de algunos pocos centenares de habitantes en 1850 a 6857 habitantes en 1860. En marzo de 1861 se crea el Territorio de Nevada, que por aquel entonces incorporaba solo las actuales regiones de Nevada que anteriormente formaban parte del Territorio de Nuevo México.

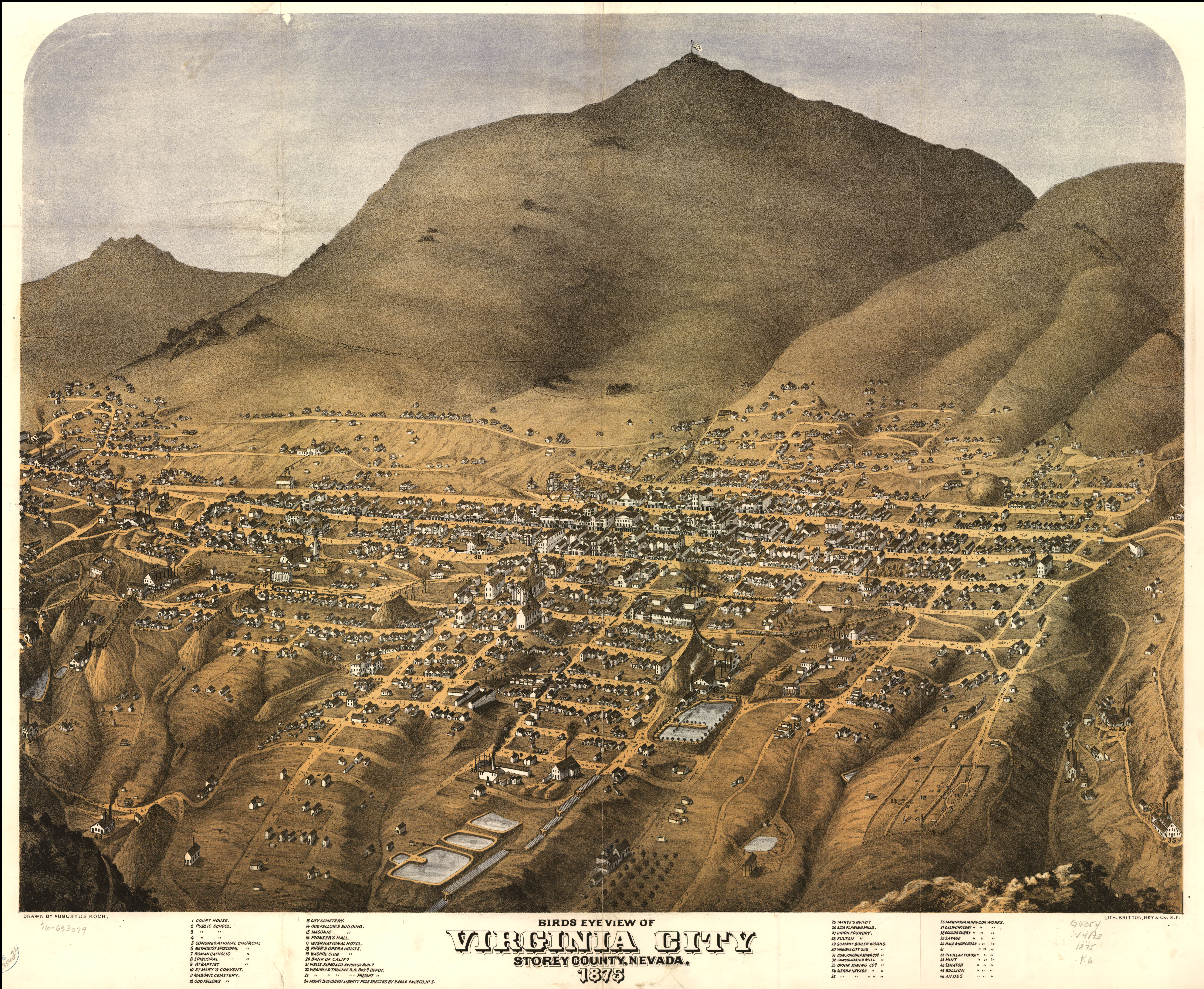
Vista de Virginia City alrededor de 1875.

En 1861, se desata la Guerra de Secesión, que dividió al país en dos: la Unión, que eran los Estados Unidos propiamente dichos, y los rebeldes Estados Confederados de América. La mayoría de la población de Nevada estaba a favor de la Unión. Abraham Lincoln, el entonces presidente de Estados Unidos, quería aprobar una serie de enmiendas constitucionales que prohibiesen la esclavitud en el país, para las que sería necesaria la aprobación de la mayoría de los miembros de la Cámara de los Representantes y del Senado. La entrada de un nuevo estado que apoyara activamente a la Unión sería de gran valía. Entonces, el territorio de Nevada tenía sólo la quinta parte de los habitantes necesarios para convertirse en Estado. En noviembre de 1863, se realizó una convención constitucional para intentar crear una constitución para el futuro Estado de Nevada. Esta constitución contenía una enmienda que proponía gravar con impuestos cualquier mineral extraído en el estado. Como la economía de Nevada entonces estaba basada en gran medida en la minería, ésta no fue aprobada. En julio de 1864 se realizó una segunda convención constitucional, y esta vez la constitución fue aprobada. Entonces, La constitución de Estados Unidos decía que sólo los territorios con más de 127 381 habitantes podían convertirse en Estados, pero Abraham Lincoln ignoró la Constitución, y tanto él como el Congreso aprobaron la elevación de Nevada a la categoría de Estado. Así, Nevada se convirtió en el 36.º Estado de Estados Unidos el 31 de octubre de 1864.

### 1864 - 1945

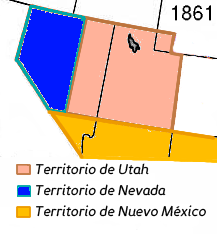
El Territorio de Nevada en 1861.

En 1866, el gobierno estadounidense dividió el entonces Territorio de Nuevo México (que incluía los actuales estados de Nuevo México y Arizona, así como la región sur de Nevada) en tres. El Territorio de Nuevo México pasó a ocupar solo la parte oriental. La parte central pasó a ser el Territorio de Arizona, y su extremo noroeste fue anexionado a Nevada, adquiriendo ésta sus fronteras actuales.
El descubrimiento, en 1859, del Comstock Lode (un inmenso filón de plata y oro) atrajo a miles de buscadores y consolidó al estado como un floreciente centro minero. En una década, la población de Nevada aumentó de 6857 habitantes en 1860 a 42 491 en 1870. Sin embargo, durante mediados de la década de 1870, el gobierno estadounidense impuso un tope al uso de la plata en el sistema económico del país, disminuyendo mucho la demanda de plata en todo el país. Además de eso, el mineral de plata que se extraía en las minas de la región era de baja calidad, puesto que estaba mezclado con otros elementos químicos. Antes de que se implementaran las restricciones sobre el uso de la plata en la economía del país, los precios de ésta eran altos, lo que posibilitaba la purificación del mineral extraído en el estado. Así, muchas de las empresas mineras quebraron, mientras que otras fueron obligadas a despedir a centenares de trabajadores. La tasa de desempleo subió drásticamente, y gran parte de la población de Nevada salió en busca de empleo en otros estados. La población de Nevada descendería gradualmente hasta el inicio del siglo XX, cuando la ganadería se convirtió en la principal actividad económica del estado, aunque los inviernos rigurosos y la falta de infraestructuras de transporte adecuadas impidieron que se desarrollara con rapidez.
En la década de 1900 se fueron descubriendo gradualmente nuevos depósitos de minerales, de entre los que destacan los de plata en Tonopah y los de oro en Goldfield. El mineral de plata que se extraía en estas minas era de mayor calidad, y los costes de purificación, por tanto, menores. Por ello, la minería de la plata se convirtió de nuevo en una importante fuente de ingresos de Nevada. Además de eso, también se descubrieron reservas de cobre en Ely, en 1900. Sin embargo, el más importante de estos descubrimientos tuvo lugar en 1902 y más tarde en 1903, cuando se encontraron grandes reservas de oro. El sector minero volvió a florecer y se comenzó la construcción de diversas vías férreas para transportar el mineral extraído en el estado a otras regiones del país, ayudando a desarrollar el comercio urbano y la ganadería de Nevada. Durante la década de 1900, Nevada aprobó una ley que permitía a cualquier persona divorciarse aun solo habiendo vivido en el estado durante seis meses, con el objetivo de atraer más personas a esta región tan despoblada.

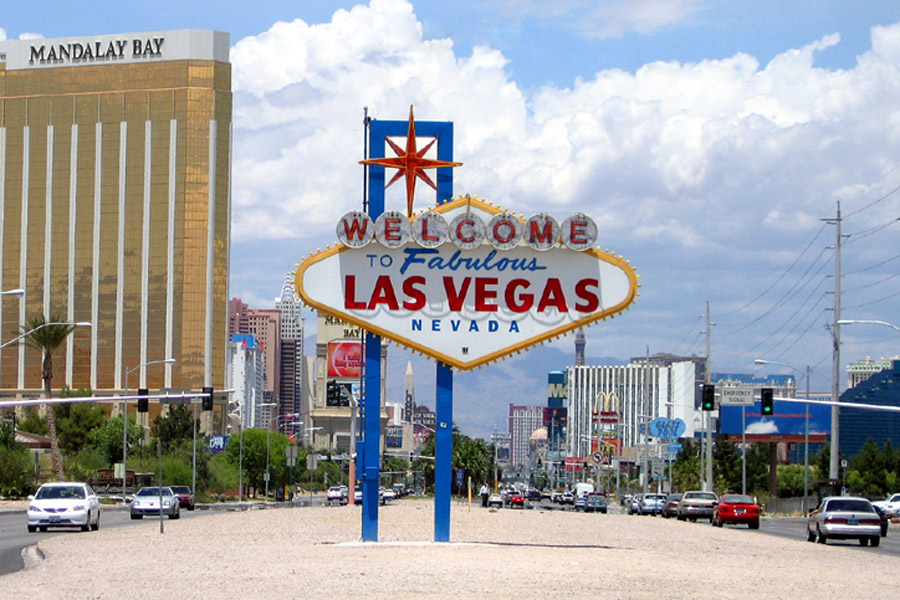
El juego proliferó una vez más tras la recesión de principios del, lo que ayudó a construir la ciudad de Las Vegas.

En 1907, el gobierno federal, en asociación con Nevada, finalizó la Nevada's Newlands Irrigation Project, el primer proyecto de irrigación artificial a gran escala realizado por el gobierno estadounidense. Este proyecto consistió principalmente en la construcción de presas al largo de los ríos Carson y Truckee, lo que permitió la generación de electricidad y la práctica de la agricultura en Fallon.
En 1909, se prohibieron los juegos de azar en Nevada, en un periodo en el cual estaba ocurriendo una «cruzada» nacional contra este tipo de juegos. Nevada había legalizado la práctica de estos juegos en 1869, pero los mismos habitantes del estado presionaron al gobierno provincial para que prohibiera esta práctica. A pesar de la prohibición, los juegos continuaron de manera ilegal, y el cumplimiento de estas leyes era demasiado caro.
Los Estados Unidos entraron en la Primera Guerra Mundial en 1917. Por aquel entonces la mayoría de las reservas de oro y plata de Nevada ya se habían agotado, aunque aún había grandes depósitos de cobre, así como de tungsteno y de zinc, unos metales que tenían una gran demanda durante la guerra. Estas reservas habían sido descubiertas a mediados de la década de 1910, y se abrieron numerosas minas para atender a tal demanda. Sin embargo, con el fin de la guerra en 1918, la demanda y los precios de los minerales en general se desplomaron, lo que condujo a la clausura de numerosas minas y a una recesión económica.
En 1927, el gobierno de Nevada redujo el tiempo necesario para que una persona se divorciara de seis a tres meses, y en 1931, a sólo seis semanas, lo que causó que miles de personas se instalasen en el estado para conseguir rápidamente el contrato de divorcio. En 1931, Nevada legalizó la práctica de los juegos de azar, principalmente a causa de la economía, muy debilitada por la Gran Depresión —que hizo que el sector agropecuario del Estado entrara en declive— y por la recesión de la minería de la década de 1920. Se inauguraron numerosos casinos y la economía volvió a prosperar.
Durante el final de la década de 1930, se descubrieron importantes reservas de hierro, zinc y plomo, lo que trajo consigo una revitalización del sector minero estatal. El estallido de la Segunda Guerra Mundial condujo a la producción de material bélico y otros materiales de guerra, e hizo que la demanda de cobre, tungsteno, hierro, zinc y plomo creciera. Durante esta época, el gobierno estadounidense construyó diversas bases aéreas en la región, entre las que destaca la Base de la Fuerza Aérea de Nellis.

### 1945 - Actualidad

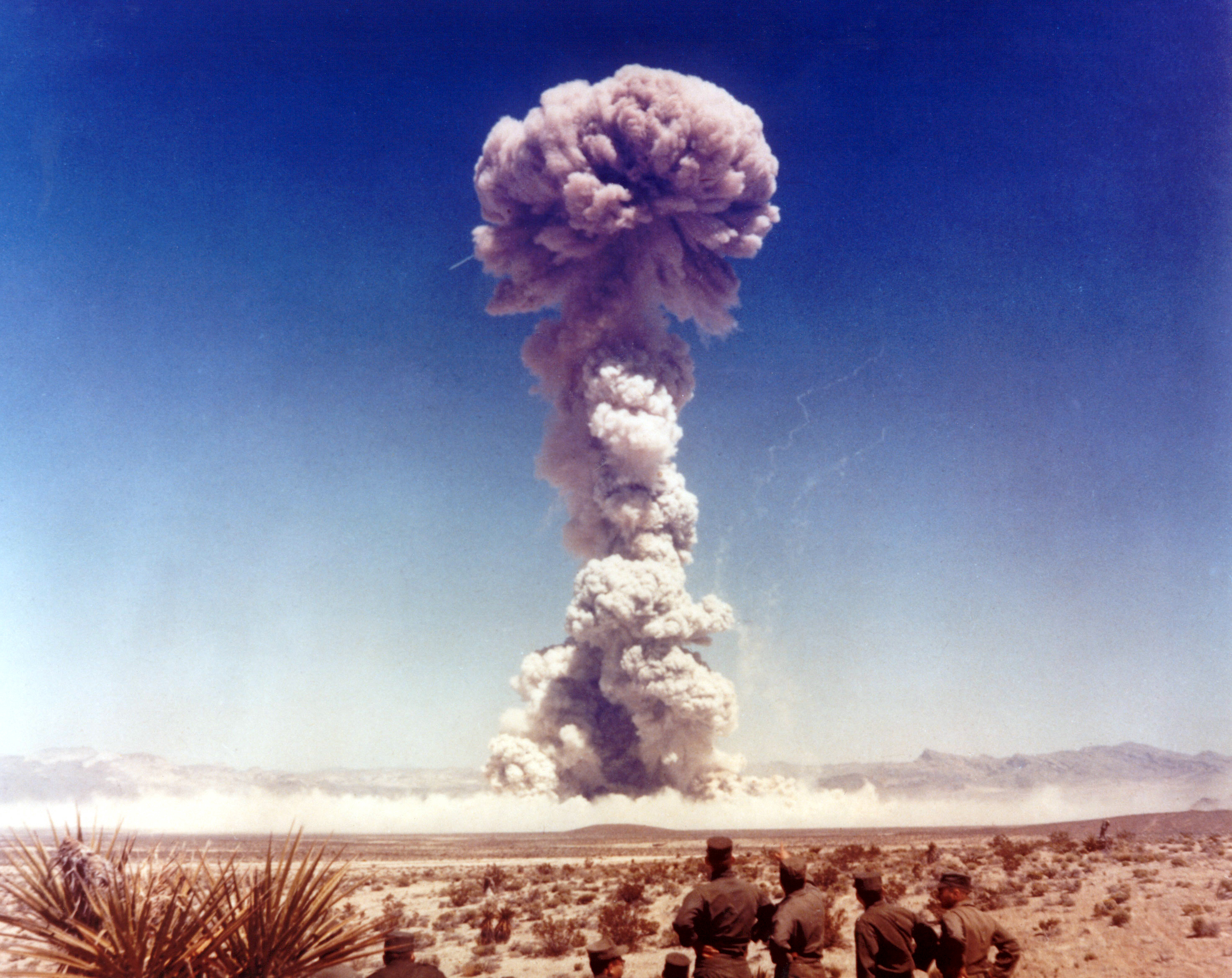
Personal militar observando una de las pruebas nucleares de la serie Buster-Jangle en el Emplazamiento de pruebas de Nevada (otoño de 1951).

Tras el fin de la guerra, en 1945, la caída de la demanda doméstica e internacional de los metales causó el declive de la industria minera de Nevada. Durante la década de 1950, Nevada instituyó una ley que obligaba a todo casino (o cualquier otro establecimiento de juegos de azar) a tener una licencia, que solo se entregaría después de una rigurosa inspección e investigación de las instalaciones por parte del Estado. Esta ley se creó con el objetivo de disminuir las trampas, así como para impedir que los criminales (especialmente la mafia) entrasen en el mercado de los juegos de azar.
Por aquel entonces, el turismo ya era una importante fuente de ingresos del Estado. Su importancia en la economía de Nevada aumentó rápidamente durante la década de 1950 y de 1960. En 1970, visitaron Nevada cerca de 15 millones de turistas. Actualmente, el turismo es la principal fuente de ingresos de Nevada.
Al largo de la década de 1950 y de 1960, los militares estadounidenses realizaron diversas pruebas nucleares en una región totalmente aislada del sur de Nevada, a solo 100 kilómetros de Las Vegas, el llamado emplazamiento de pruebas de Nevada. Allí fueron detonadas varias bombas nucleares.
En 1963 finaliza una disputa judicial entre Nevada, California y Arizona en la Corte Suprema de los Estados Unidos, de más de cuatro décadas de duración. Esta disputa era sobre las reservas de agua del río Colorado, importantes para el suministro de agua potable en Arizona y en Nevada (cuyo clima es mayoritariamente desértico) y en la región suroeste de California (donde el clima también es desértico). La resolución de la Corte Suprema instituyó, para cada estado, un cupo máximo de cantidad de agua potable extraída del río Colorado al año. La prioridad se le otorgó a Arizona. En 1967, se crea un proyecto provincial con el objetivo de encontrar nuevas reservas de agua potable para Las Vegas, entonces en rápido crecimiento. Este finaliza en 1983, con la inauguración de un gran acueducto que trae agua potable del lago Mead.

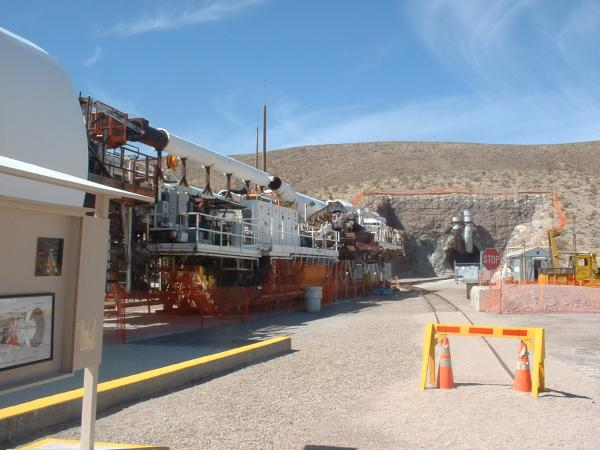
Entrada sur a Yucca Mountain, futuro cementerio nuclear.

Desde la década de 1980, la economía de Nevada se fue haciendo gradualmente más diversificada, y aunque el turismo aún sea la mayor fuente de ingresos, la industria manufacturera y de construcción también adquirieron importancia en la economía estatal. En 2002, el presidente George W. Bush aprobó la creación de un depósito de basura nuclear en Yucca Mountain, una región aislada y propiedad del gobierno federal, lo que trajo protestas por parte del gobierno estatal y de ecologistas. A pesar de todo, se prevé que este depósito entre en funcionamiento en 2010.
Durante años, los habitantes de West Wendover, Nevada y Wendover, Utah, ciudades vecinas pero en estados diferentes, han presionado a los gobiernos de sus respectivos estados a realizar una fusión, con la que Wendover, Utah, pasaría a formar parte de West Wendover, Nevada (que posee cerca del triple de habitantes). Actualmente, el gobierno de Nevada y el de Utah están discutiendo esta fusión, que para concretizarse, tendrá que tener la aprobación del Legislativo de ambos Estados y el aval del Congreso.

## Geografía

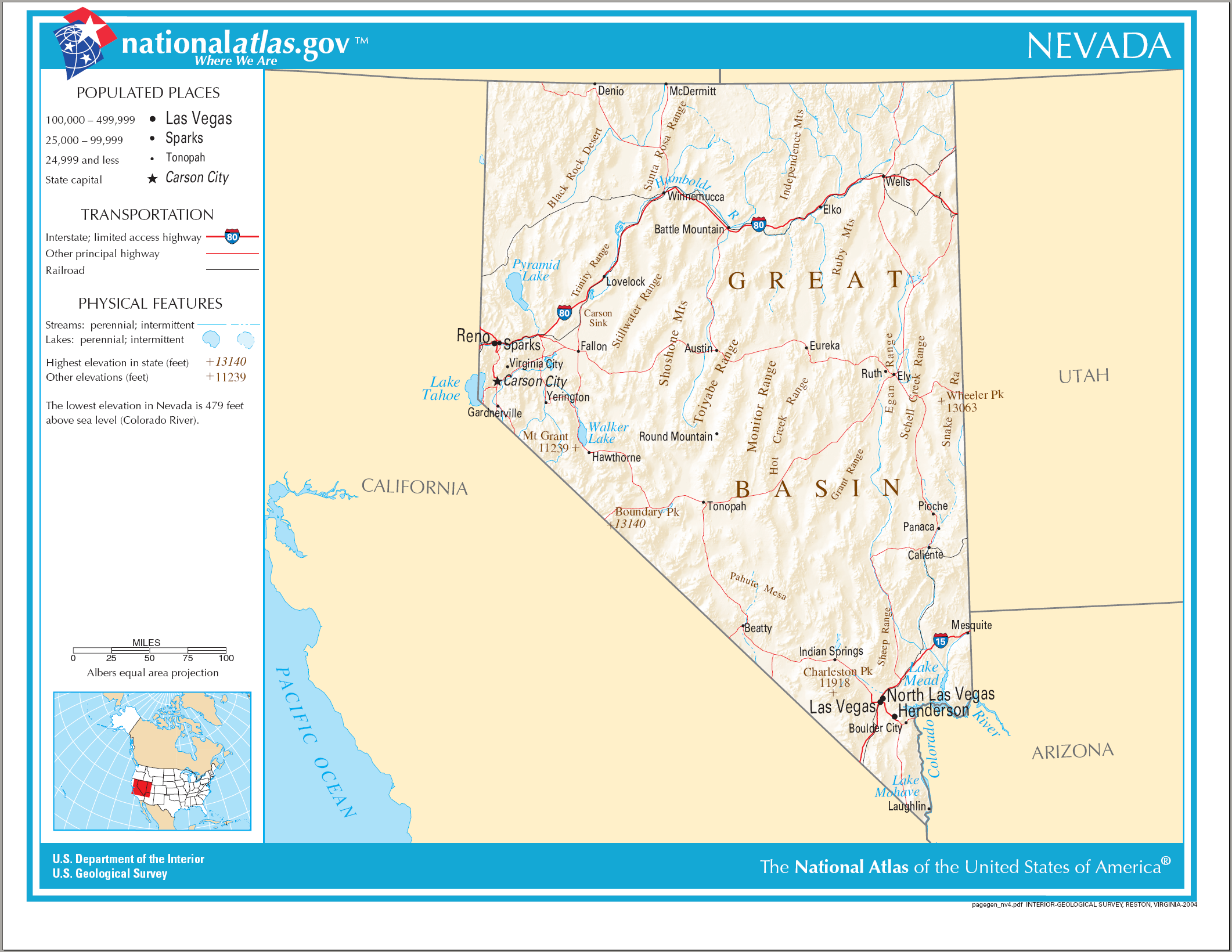
Mapa de Nevada.

Nevada limita al norte con Oregón e Idaho, al oeste con California, al sureste con Arizona y al este con Utah. La frontera con Arizona incluye el río Colorado y la Presa Hoover. El estado está atravesado por varias sierras que van de norte a sur. Entre la mayoría de ellas se encuentran valles de drenaje. Su territorio ocupa una superficie de 286 352 km², cuya extensión puede ser comparada con la de Ecuador.
La mayor parte del norte del estado está dentro del Desierto de la Gran Cuenca, un desierto frío que experimenta temperaturas cálidas en verano y de congelación en invierno. En ocasiones, la humedad del Monzón de Arizona causa tormentas de verano, y las tormentas del Pacífico suelen cubrir de nieve la zona.
El río Humboldt fluye de este a oeste por la parte norte de Nevada y desemboca en el Humboldt Sink cerca de Lovelock. Varios ríos fluyen de Sierra Nevada hacia el este, como el Walker, el Truckee y el Carson.
Las sierras (algunas de las cuales tienen picos que superan los 3600 metros) albergan exuberantes bosques muy por encima de las llanuras desérticas. A menudo, la altitud a la que se encuentran los valles no baja de los 900 metros.
Las partes orientales del estado reciben más humedad en verano y tienen un terreno algo más verde (allí es donde crece la Artemisia tridentata, la flor estatal). En esa zona, algunos ríos y riachuelos rompen la monotonía del paisaje desértico.
El tercio sur del estado, que comprende la zona de Las Vegas, está en pleno Desierto de Mojave. Recibe menos precipitaciones en invierno, pero está más próxima al Monzón de Arizona en verano. El terreno es más bajo, en su mayoría por debajo de los 1200 metros, lo que hace que la temperatura diurna en verano sea muy alta y la nocturna en invierno muy baja, debido a la inversión térmica.
Nevada y California comparten la frontera diagonal interestatal más larga, con más de 640 km (existen algunas fronteras diagonales más, aunque mucho más pequeñas, en los estados del noreste y en Washington D. C.). Todos los demás límites estatales o bien son meridianos o paralelos, o bien son irregulares y se corresponden con ríos, montañas, lagos, etc.
La mayor cadena montañosa del sur del estado son las Spring Mountains, situadas inmediatamente al oeste de Las Vegas. El punto más bajo de Nevada está a lo largo del curso del río Colorado, al sur de Laughlin.

### Regiones fisiográficas

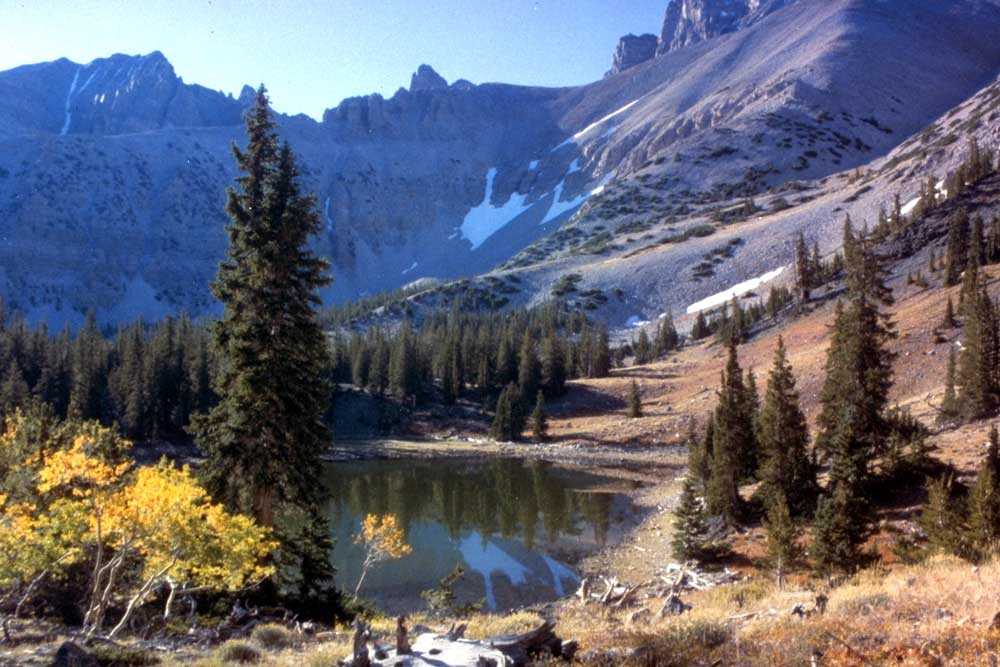
El lago Stella en el parque Nacional de la Gran Cuenca.

Se suele dividir Nevada en tres regiones fisiográficas: 
- la Gran Cuenca, que ocupa la mayor parte de Nevada; esta región geográfica posee gran una variación de altitud: de 146 metros de altitud[26] en el extremo sureste del Estado (junto al río Colorado) a 4005 metros de altitud[26] (Boundary Peak) en el suroeste. Estos dos puntos son, respectivamente, el punto más bajo y el más alto del Estado. La Gran Cuenca se caracteriza por su suelo rocoso y accidentado. A lo largo de esta región existen diversos géiseres y manantiales termales.
- la meseta del Columbia, localizada en el extremo noreste de Nevada, cuyas principales características son la presencia de valles profundos y angostos, y un suelo poco accidentado.
- la Sierra Nevada, una cadena montañosa localizada en el centro-oeste del estado, con muchas cumbres encima de los 3000 y 4000 metros de altitud.

### Clima

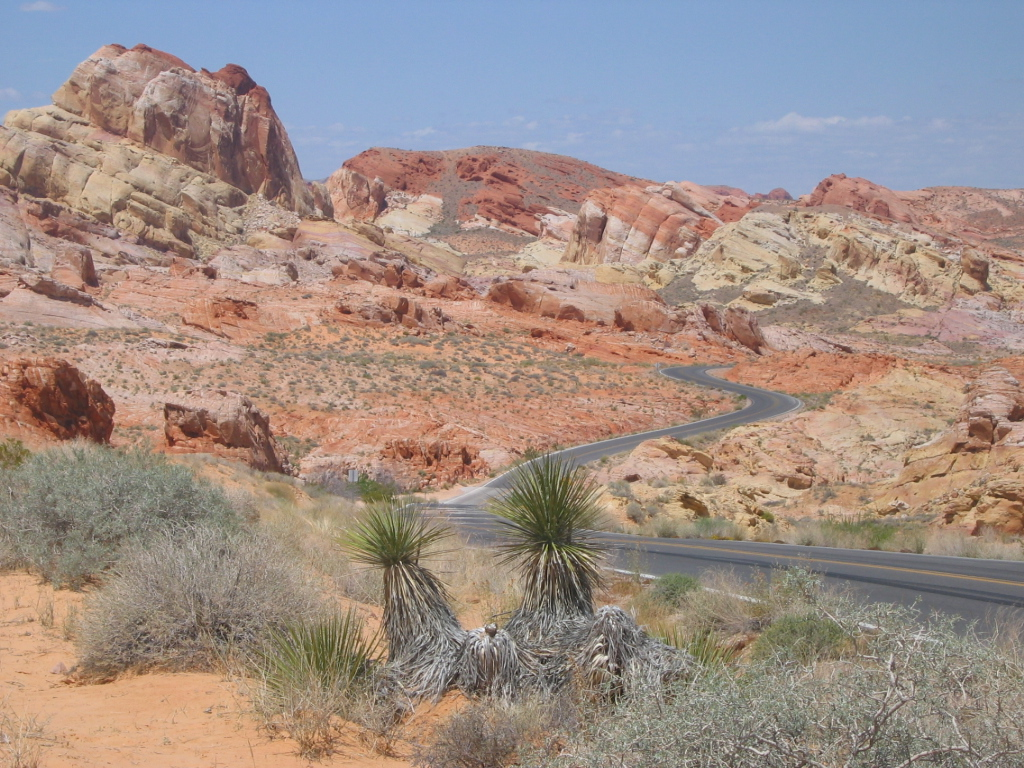
Valle del Fuego, interior de Nevada.

Nevada tiene un clima desértico, con dos estaciones bien definidas. Los inviernos del estado son largos y muy fríos, mientras que los veranos son cálidos en su mayor parte. No obstante, a causa de su clima desértico, el estado registra grandes variaciones de temperatura entre el día y la noche. Por ejemplo, Reno en ocasiones registra diferencias entre la máxima y la mínima temperatura de un determinado día mayores que 25 °C. La región sur es la que experimenta las mayores temperaturas medias durante todo el año, gracias a su baja altitud y a su menor latitud en relación con el resto del Estado.
En invierno, las menores temperaturas medias anuales se registran en el noreste de Nevada, y las mayores en su parte sur. La temperatura media de Nevada es de ‒4 °C en el noreste, ‒3 °C en el norte y 6 °C en el sur. Por su parte, la media de las mínimas es de 2 °C en el sur y de ‒10 °C en el nordste, y la media de las máximas es de 13 °C en el sur y 4 °C en el noreste. Las temperaturas extremas varían entre ‒40 °C y 22 °C. La menor temperatura registrada en Nevada fue de ‒46 °C, el 8 de enero de 1937, en San Jacinto.

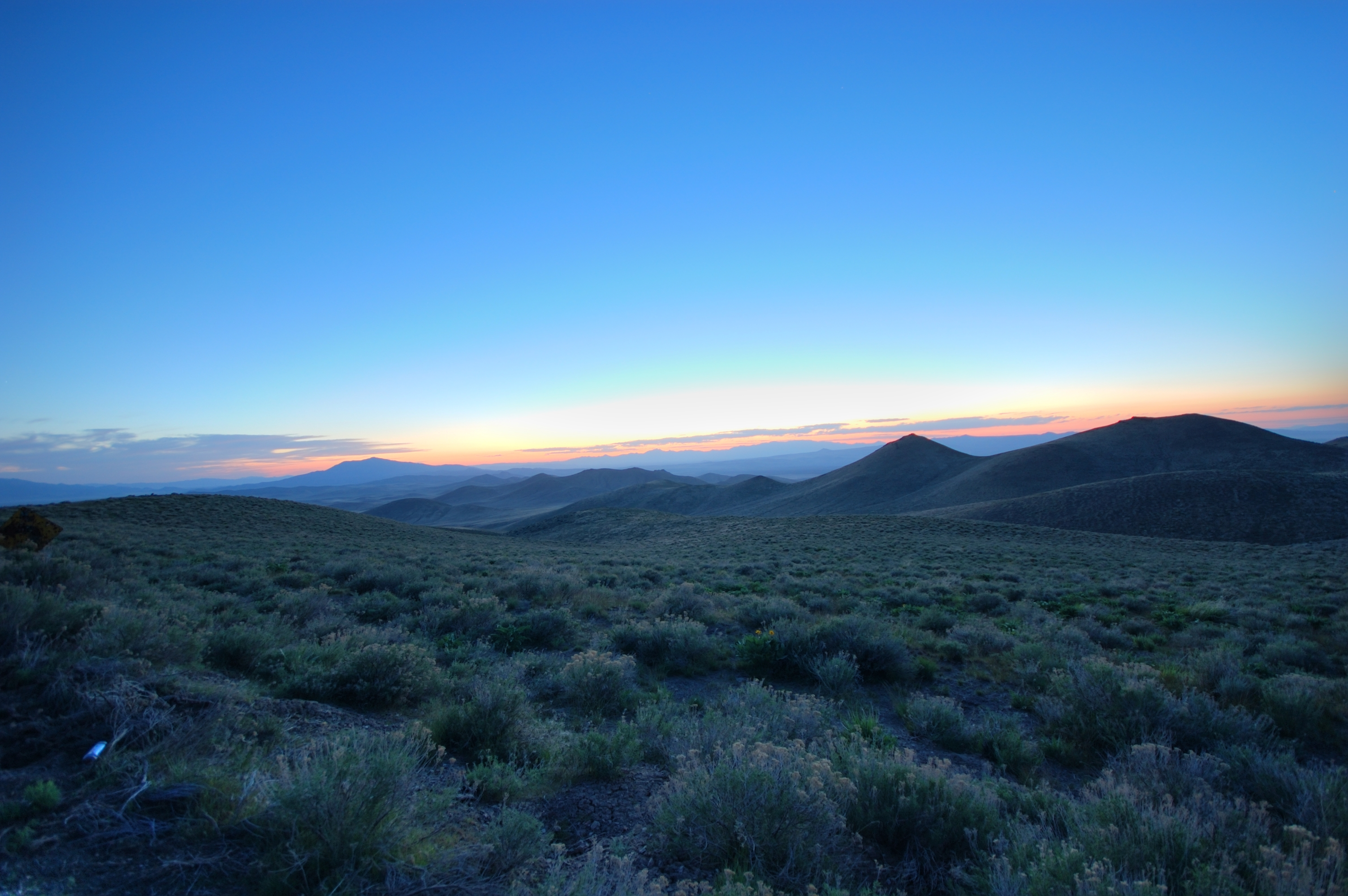
Atardecer en Winnemucca Mountain, cerca de Humboldt.

En verano, las mayores temperaturas medias anuales se registran registradas en el sur de Nevada, y las menores, en las regiones de mayor altitud y en el norte en general. La temperatura media en el sur es de 30 °C, y de 21 °C en las regiones de mayor altitud y en el norte. La media de las mínimas es de 21 °C en el sur y de 7 °C en regiones de mayor altitud y en el norte. La media de las máximas es de 40 °C en el sur y de 29 °C en las regiones de mayor altitud y en el norte del Estado. La mayor temperatura registrada en Nevada fue de 52 °C, medida en Laughlin el 29 de junio de 1994.
Nevada tiene la menor tasa de precipitación media anual de lluvia de todo Estados Unidos. Solo las regiones de mayor altitud reciben más de 60 centímetros anuales de lluvia. Sin embargo, la mayor parte de Nevada recibe menos de 30 centímetros anuales. El norte en general posee una precipitación media anual de 35 centímetros, mientras que las regiones de menor altitud, que ocupan todo el sur y gran parte del oeste de Nevada, reciben menos de 20 centímetros. Las tasas de precipitación media anual de nieve en Nevada varían de 750 centímetros en la Sierra Nevada a menos de 2.5 centímetros en el sur.

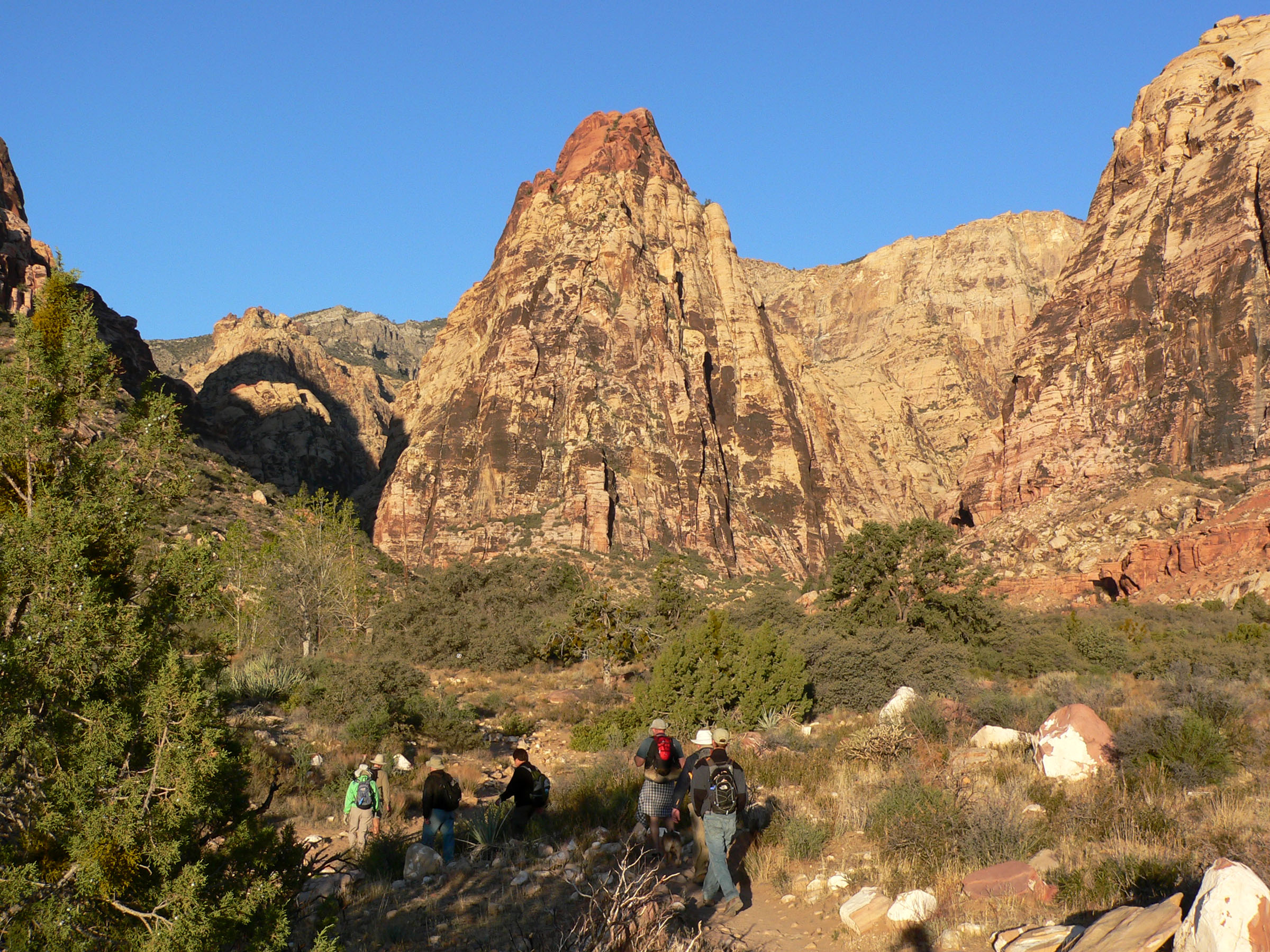
El Pisco Mescalito con forma de Pirámide natural se encuentra en Nevada

| Las Vegas                     | Las Vegas | Las Vegas | Las Vegas | Las Vegas | Las Vegas | Las Vegas | Las Vegas | Las Vegas | Las Vegas | Las Vegas | Las Vegas | Las Vegas | Las Vegas |
| Mes                           | Ene       | Feb       | Mar       | Abr       | May       | Jun       | Jul       | Ago       | Sep       | Oct       | Nov       | Dic       | Año       |
| ----------------------------- | --------- | --------- | --------- | --------- | --------- | --------- | --------- | --------- | --------- | --------- | --------- | --------- | --------- |
| Temperatura máxima media (°C) | 13        | 17        | 20        | 25        | 31        | 37        | 40        | 38        | 34        | 27        | 18        | 13        | 26        |
| Temperatura mínima media (°C) | 1         | 3         | 6         | 10        | 15        | 20        | 24        | 23        | 18        | 12        | 5         | 1         | 12        |
| Precipitación (mm)            | 15        | 13        | 13        | 5         | 5         | 2.5       | 10        | 13        | 7.6       | 5         | 10        | 10        | 10.4      |
| Fuente: Weatherbase           |           |           |           |           |           |           |           |           |           |           |           |           |           |

### Relieve
Nevada tiene una altitud media de 1675 metros. El punto más alto es el pico Boundary, que se eleva hasta los 4005 metros en la parte suroeste del estado, cerca de la frontera con California. Otros picos son el Pico Wheeler (3992 m), el Monte Jefferson (3642 m), el Pico Charleston (3633 m) y el Pico North Schell (3622 m). Además, hay unos 50 picos por encima de los 2750 metros. El punto más bajo se encuentra a 146 metros sobre el nivel del mar, en el sur del Estado.
Nevada pertenece a la Gran Cuenca, que se extiende al este de California. El relieve está formado por una sucesión casi paralela de cadenas montañosas. La mayoría de ellas tienen unos 100 km de longitud. Las más largas son la Cordillera Schell Creek (210 km), la Cordillera Toiyabe (188 km) y la Cordillera Ruby (165 km). Estas cordilleras están enmarcadas por cuencas orientadas longitudinalmente que fueron rellenadas por depósitos aluviales en el Mioceno. También hay grabens y horsts delimitados por fallas normales típicas de una zona de distensión. Esta topografía es el resultado de una intensa tectogénesis que crea fallas que delimitan los grabens. Los valles reciben los escombros de la erosión al pie de las cordilleras y sus glacis.
En altitudes que a veces superan los 3600 metros, las montañas albergan frondosos bosques habitados por numerosas especies endémicas. El norte de Nevada se encuentra en el desierto de la Gran Cuenca, donde las temperaturas son cálidas en verano y muy frías en invierno. La parte oriental del estado es más húmeda. La zona de Las Vegas está situada en el desierto de Mojave. Recibe menos precipitaciones en invierno, pero está sometida al monzón de Arizona.

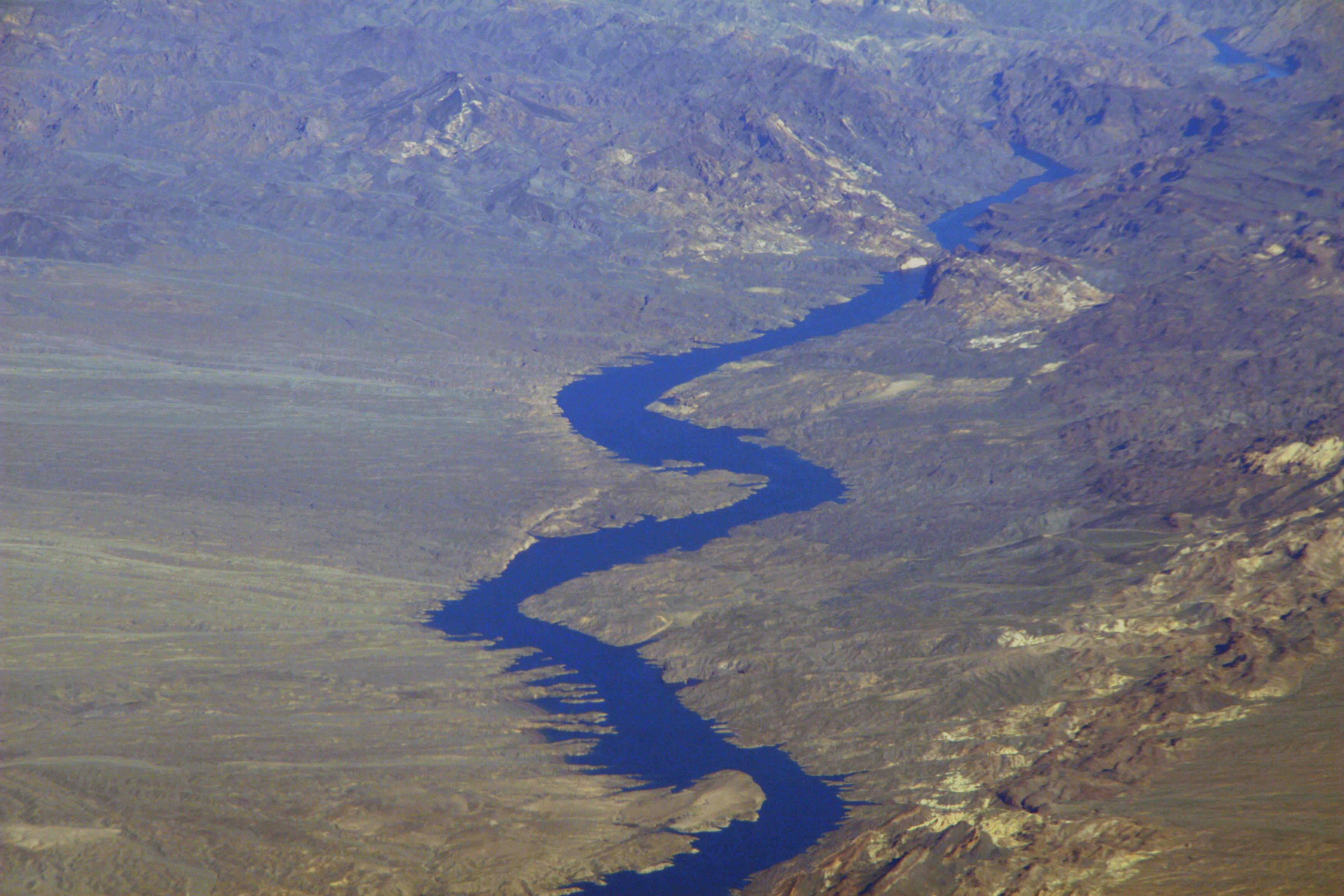
El Río Colorado a su paso por Nevada y Arizona

### Hidrografía
El principal río de Nevada es el Humboldt (480 km), que fluye íntegramente dentro del estado en la parte norte. No desemboca en ningún mar, como muchos de los ríos de la Gran Cuenca. El río Colorado fluye por el sur. Los demás ríos son afluentes de tamaño variable, alimentados generalmente por el deshielo de las cumbres de las montañas en primavera. Se distinguen tres cuencas: en el oeste, los ríos Truckee y Carson nacen en Sierra Nevada y están ligados a lagos de gran altitud; en el norte, el río Owyhee es un afluente del río Snake que recorre el noroeste de Estados Unidos. Por último, los ríos Virgin, White y Muddy desembocan en el lago Mead y se unen al río Colorado.
Los principales lagos naturales se encuentran en la parte occidental del estado y son lagos de gran altitud: el lago Tahoe se extiende entre California y Nevada. Mide 502 kilómetros cuadrados y está a 1867 metros de altitud. Es el tercer lago más profundo de América y el octavo del mundo. El lago Pyramid (487 kilómetros cuadrados ) es un lago endorreico alimentado por el río Truckee. Por último, el lago Walker es un lago natural de 272 kilómetros cuadrados. Al sur, el lago Mead es la principal masa de agua. Es un lago artificial creado por la presa Hoover en el río Colorado en la década de 1930. Tiene 180 km de longitud aguas arriba de la presa, 640 kilómetros cuadrados y 885 km de costa.

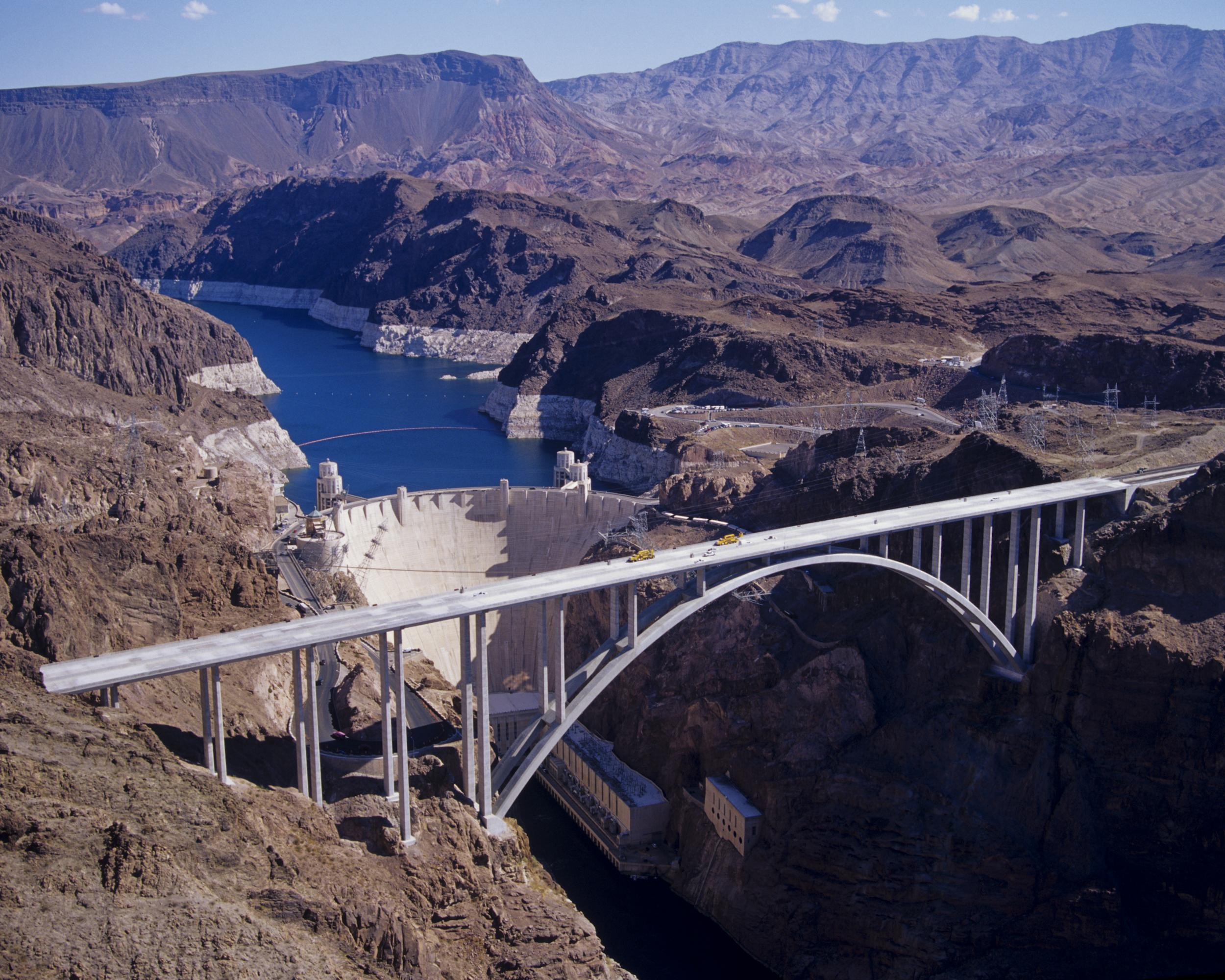
La presa Hoover y el lago artificial Mead de 640 kilómetros cuadrados

### Política medioambiental
El principal problema de Nevada es la aridez. Es especialmente grave en las zonas más pobladas, sobre todo en la zona de Las Vegas, donde la demanda de agua es elevada.
La presa Hoover se construyó en los años 30 para satisfacer las necesidades de la ciudad. Construida sobre el río Colorado, la presa creó una masa de agua artificial, el lago Mead, que se extiende a lo largo de unos 150 kilómetros. Cuando el embalse de la presa Hoover resultó insuficiente para abastecer de agua a los estados vecinos, el río Colorado se secó casi por completo río abajo. La disminución del suministro de agua dulce al Golfo de California (México) está provocando un aumento de los niveles de salinidad perjudicial para la vida marina. En el árido entorno de Nevada, otros ríos se están secando debido a la evaporación y a las extracciones humanas para regadío.
Los parques y reservas naturales se crearon para el recreo de los habitantes de las ciudades y los turistas, pero también para proteger la vida salvaje. El parque nacional de Great Basin se creó en 1986 y está situado al este de Nevada. Abarca 312 kilómetros cuadrados a los pies del pico Wheeler. También hay un gran número de parques estatales.
El Estado de Nevada tiene el objetivo de conseguir que el 20 % de su consumo energético proceda de fuentes renovables para 2015, lo que incluye centrales solares en el desierto. Nevada Solar One, una instalación de 64 MW cerca de Boulder City, en el desierto de Mojave, es la tercera mayor central solar del mundo. Catorce unidades producen 1.27 MWh al año de electricidad geotérmica (2005) y están previstas cinco nuevas centrales. Esta energía se utiliza en la industria alimentaria.
La actividad minera provoca todo tipo de contaminación: el mercurio perdido por la extracción de oro es, con mucho, la fuente más importante

## Demografía

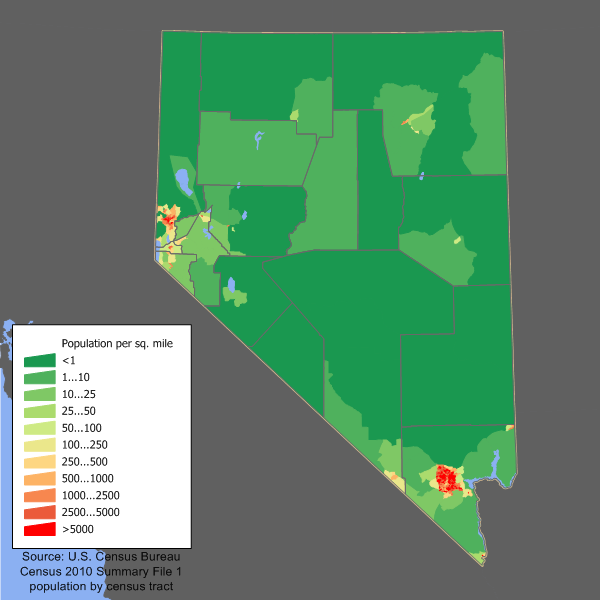
Densidad de población de Nevada.

Según el censo de 2005, Nevada tenía una población de 2 414 807 habitantes, lo que supone un aumento de 81 909 habitantes (o lo que es lo mismo, un 3.5 %), en relación con el año anterior y un aumento de 416 550 habitantes (o un 20.8 %), en relación con el año 2000. El aumento demográfico desde el último censo se debe a un crecimiento natural de 81 661 personas (170 451 nacimientos menos 88 790 muertes) y una migración neta de 337 043 personas en el estado. Las migraciones externas han dado lugar a un aumento neto de 66 098 personas, mientras que las migraciones internas produjeron un crecimiento neto de 270 945 personas. 
Nevada es el estado que crece más rápido de todo Estados Unidos. Entre 2000 y 2003, la población de Nevada aumentó un 12.2 %, mientras que la población de EE. UU. lo hizo en un porcentaje del 3.3 %. Por otro lado, entre 1990 y 2000, la población de Nevada aumentó un 66.3 % frente al 13.1 % de la población de los EE. UU. 
Con sus 7.03 hab/km², Nevada es un estado muy dispersamente poblado. Más de dos tercios de la población viven en el área metropolitana de Las Vegas. Apenas siete ciudades superan los cien mil habitantes.
Como resultado de su rápido crecimiento demográfico, Nevada presenta el mayor porcentaje de residentes nacidos fuera del estado de todo Estados Unidos: en 2005, el 17.4 % de los habitantes del estado (es decir, 413 298 personas) no habían nacido en Nevada.
| Gráfica de evolución demográfica de Nevada entre 1860 y 2020 |
|                                                              |

### Razas y etnias
| Raza y Etnia                              | Alone | Alone | Total | Total |
| ----------------------------------------- | ----- | ----- | ----- | ----- |
| Blancos no hispanos o latinos             | 45.9% | 45.9  | 50.6% | 50.6  |
| Hispano o Latino                          | —     |       | 28.7% | 28.7  |
| Multiracial                               | —     |       | 14.0% | 14    |
| Negros no hispanos                        | 9.4%  | 9.4   | 11.1% | 11.1  |
| Asiáticos                                 | 8.6%  | 8.6   | 10.7% | 10.7  |
| Nativos                                   | 0.8%  | 0.8   | 2.1%  | 2.1   |
| Estadounidenses de las islas del Pacífico | 0.7%  | 0.7   | 1.5%  | 1.5   |
| Otro                                      | 0.6%  | 0.6   | 1.4%  | 1.4   |

Según la Encuesta sobre la Comunidad Estadounidense de 2017, el 28.2 % de la población de Nevada era de origen hispano o latino (de cualquier raza): mexicano (21.4 %), puertorriqueño (0.9 %), cubano (1.0 %) y otro origen hispano o latino (4.8 %). Los cinco grupos de ascendencia blanca no hispana más grandes fueron: alemán (11.3 %), irlandés (9.0 %), inglés (6.9 %), italiano (5.8 %) y estadounidense (4.7 %).

### Pirámide de edades
La distribución de la población por edades en 2004 era:
- Menos de 5 años: 6.8 %
- Menos de 18 años: 26.3 %
- Más de 65 años: 13.6 %

Las personas de sexo femenino componen el 50.7 % de la población de Nevada.

### Religión
Nevada es un territorio donde su población es mayoritariamente cristiana, el primer grupo cristiano que arribo al lugar fue la Iglesia Católica con la colonización española y posteriormente llegaron diversas denominaciones protestantes de origen europeo o de otras partes de Estados Unidos. 

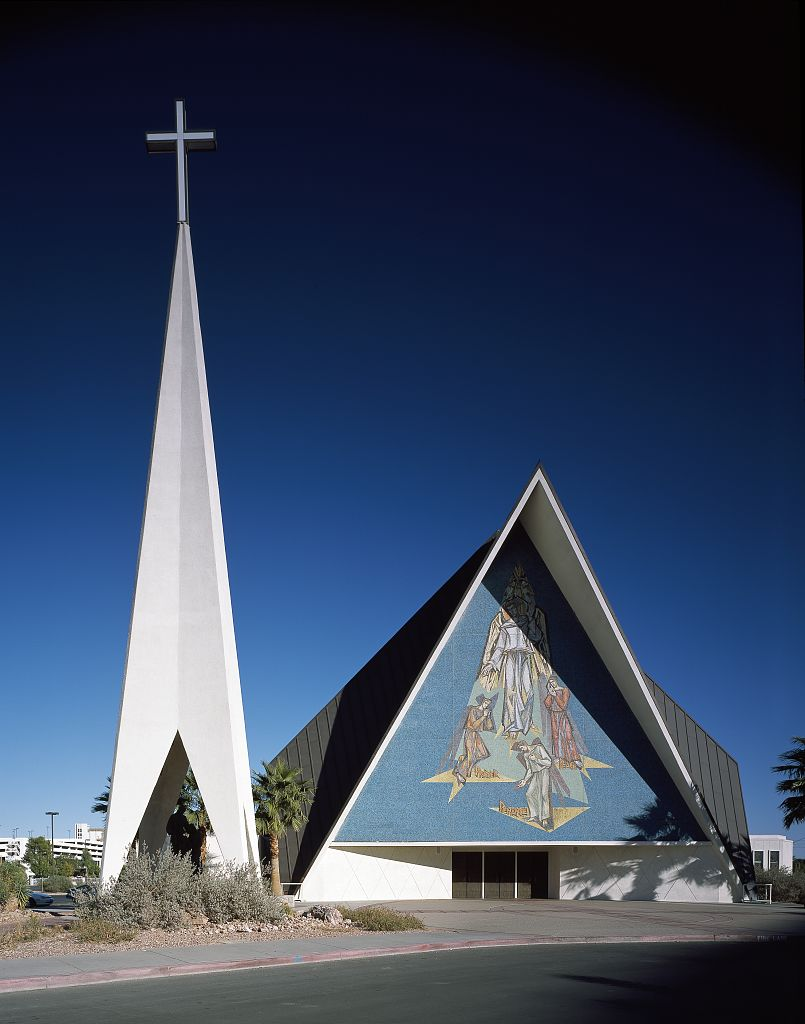
Catedral del Ángel de la Guarda en la Diócesis católica de Las Vegas.

La asistencia a la iglesia en Nevada se encuentra entre las más bajas de todos los estados de EE. UU.. En una encuesta Gallup de 2009, sólo el 30 % de los nevadenses dijeron que asistían a la iglesia semanalmente o casi semanalmente, en comparación con el 42 % de todos los estadounidenses (sólo se encontraron cuatro estados con una tasa de asistencia más baja que la de Nevada).
En 2020, el Public Religion Research Institute determinó que el 67 % de la población era cristiana, lo que refleja un aumento del 1 % en la religiosidad desde el estudio separado de Pew de 2014.
Las principales afiliaciones religiosas de los habitantes de Nevada fueron, según el Pew Research Center en 2014: Protestantes de diversas denominaciones 35 %, irreligiosos 28 %, católicos 25 %, Iglesia de los Santos de los Últimos Días 4 %, Judíos 2 %, hindúes menos del 1 %, budistas 0.5 % y musulmanes menos del 0.1 %. Partes de Nevada (en el este del estado) están situadas en el Corredor Mormón.
Las mayores confesiones por número de fieles en 2010 eran la Iglesia católica, con 451 070; La Iglesia de Jesucristo de los Santos de los Últimos Días, con 175 149; y la Convención Bautista del Sur, con 45 535; congregaciones budistas, 14 727; la Fe Baháʼí, 1723; y musulmanes, 1700. La comunidad judía está representada por el Instituto de Aprendizaje Judío Rohr y Chabad. Según La Iglesia de Jesucristo de los Santos de los Últimos Días, el 6.2 % de los nevadenses son fieles, lo que lo convierte en el sexto estado con mayor porcentaje de la Unión.

### Principales ciudades

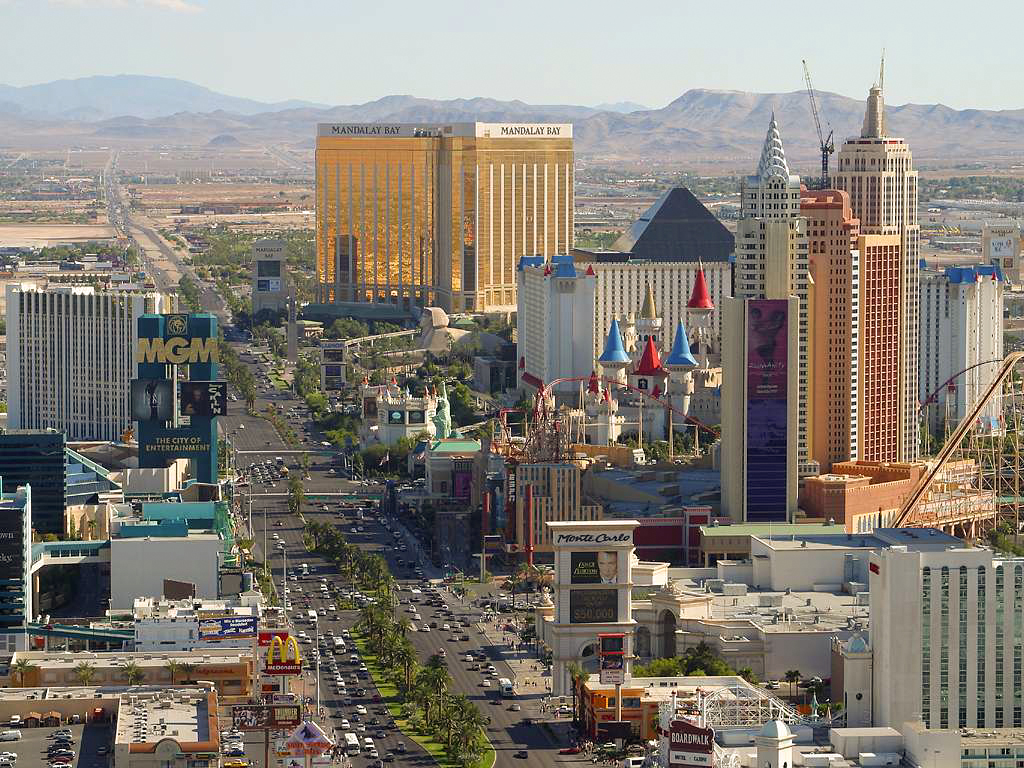
Las Vegas.

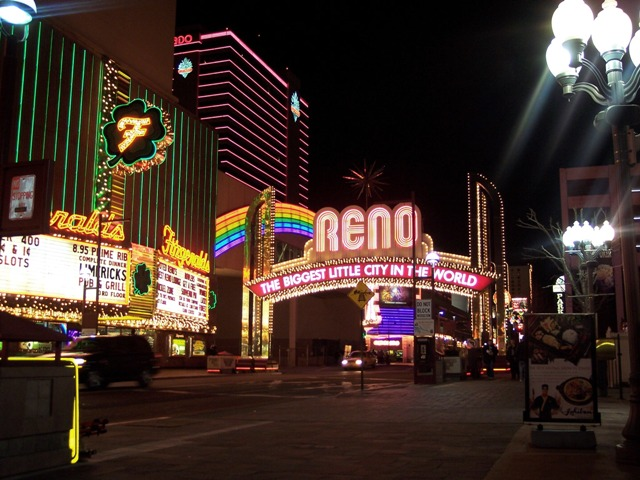
Reno.

Nevada es un estado muy urbanizado: más del 92 % de su población vive en ciudades.
| N.º | Ciudad          | Población (2010) | Superficie terrestre (km²) | Densidad de población (hab/km²) | Condado |
| --- | --------------- | ---------------- | -------------------------- | ------------------------------- | ------- |
| 1   | Las Vegas       | 583 756          | 351.7                      | 1659.8                          | Clark   |
| 2   | Henderson       | 257 729          | 279.0                      | 923.8                           | Clark   |
| 3   | Reno            | 225 221          | 266.8                      | 844.2                           | Washoe  |
| 4   | Paradise        | 223 167          | 121.0                      | 1844.4                          | Clark   |
| 5   | North Las Vegas | 216 961          | 262.5                      | 826.5                           | Clark   |
| 6   | Sunrise Manor   | 189 372          | 86.4                       | 2191.8                          | Clark   |
| 7   | Spring Valley   | 178 395          | 86.1                       | 2072.0                          | Clark   |
| 8   | Enterprise      | 108 481          | 120.5                      | 900.3                           | Clark   |
| 9   | Sparks          | 90 264           | 92.6                       | 974.8                           | Washoe  |
| 10  | Carson City     | 55 274           | 374.7                      | 147.5                           | -       |

| Gráfica de evolución demográfica de Nevada entre 1860 y |
|                                                         |

## Economía

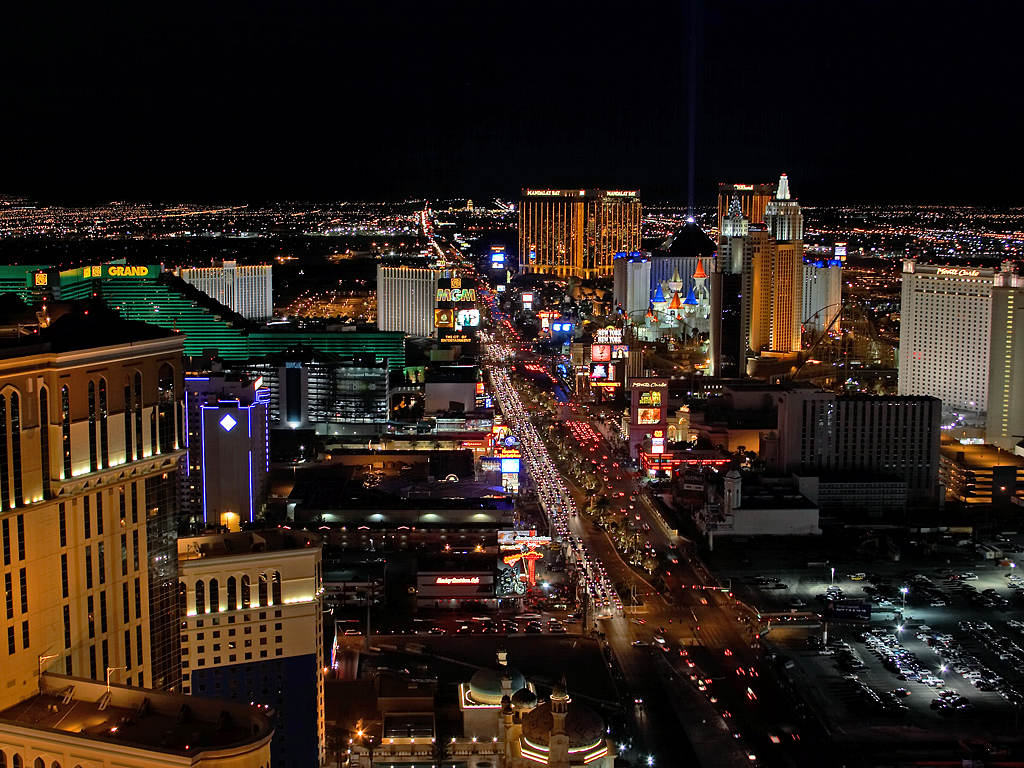
Vista nocturna de The Strip, avenida en la que se sitúan varios de los casinos y hoteles más conocidos de Las Vegas.

El producto interior bruto de Nevada era, en 2003, de 88 000 millones de dólares, lo que lo colocaba en el 19.º puesto en la nación. La renta per cápita en 2004 era de 31 910 dólares. La tasa de desempleo se sitúa en el 4.3 %. Sus principales productos agropecuarios son el ganado, el heno, los lácteos, las cebollas y las patatas. Sus productos industriales principales son el turismo, la minería, la maquinaria, la imprenta y la prensa, el procesamiento de alimentos y los equipamientos eléctricos.
La economía de Nevada depende en gran parte del turismo: se estima que en 2000, los turistas gastaron cerca de 3000 millones de dólares en sus casinos. Los grandes y lujosos casinos de Las Vegas, el Lago Tahoe y Reno atraen a turistas de todo el mundo. En el estado hay más de 180 000 habitaciones de hotel, es decir una cada catorce habitantes.

### Reparto por sectores

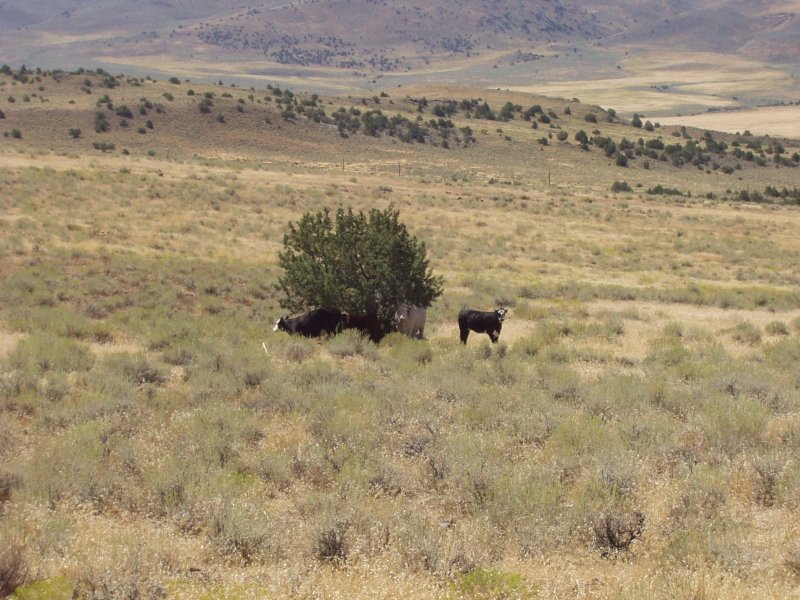
Ganado en un campo del norte de Nevada.

El sector primario corresponde al 1 % del PIB de Nevada. El estado posee cerca de tres mil granjas, que ocupan cerca de un 12.5 % de su superficie. Gran parte de este terreno se usa solo para la práctica de la ganadería. A causa del clima desértico de Nevada, la práctica de la agricultura es imposible sin irrigación artificial. Juntas, la agricultura y la ganadería comprenden un 1 % del PIB del estado, y emplean aproximadamente a 19 000 personas. Nevada tiene grandes rebaños vacunos y ovinos: según datos del 1 de enero de 2006, había 500 000 cabezas de vacuno y 70 000 cabezas de oveja en el estado. La mayor parte de estos animales pastan en el campo en verano, mientras que en invierno reciben alimentación suplementaria. Los terneros por lo general se transportan a cebaderos de fuera de estado para su engorde. Cerca del 90 % de las 195 868 hectáreas de tierras de cultivo de Nevada se usan para cultivar heno, en su mayoría alfalfa, para alimentar al ganado. Otros productos que se cultivan son las patatas, las cebollas y el trigo. Los efectos de la pesca y la silvicultura son insignificantes en la economía estatal.
El sector secundario corresponde a un 16 % del PIB de Nevada. La industria manufacturera corresponde a un 10 % del PIB del Estado y emplea aproximadamente a 103 000 personas. El valor total de los productos fabricados en el Estado es de 4500 millones de dólares. Los principales productos industrializados que se fabrican en Nevada son alimentos procesados, hormigón y material publicitario. La industria de la construcción comprende un 4 % del PIB del estado, y emplea aproximadamente a 48 000 personas.

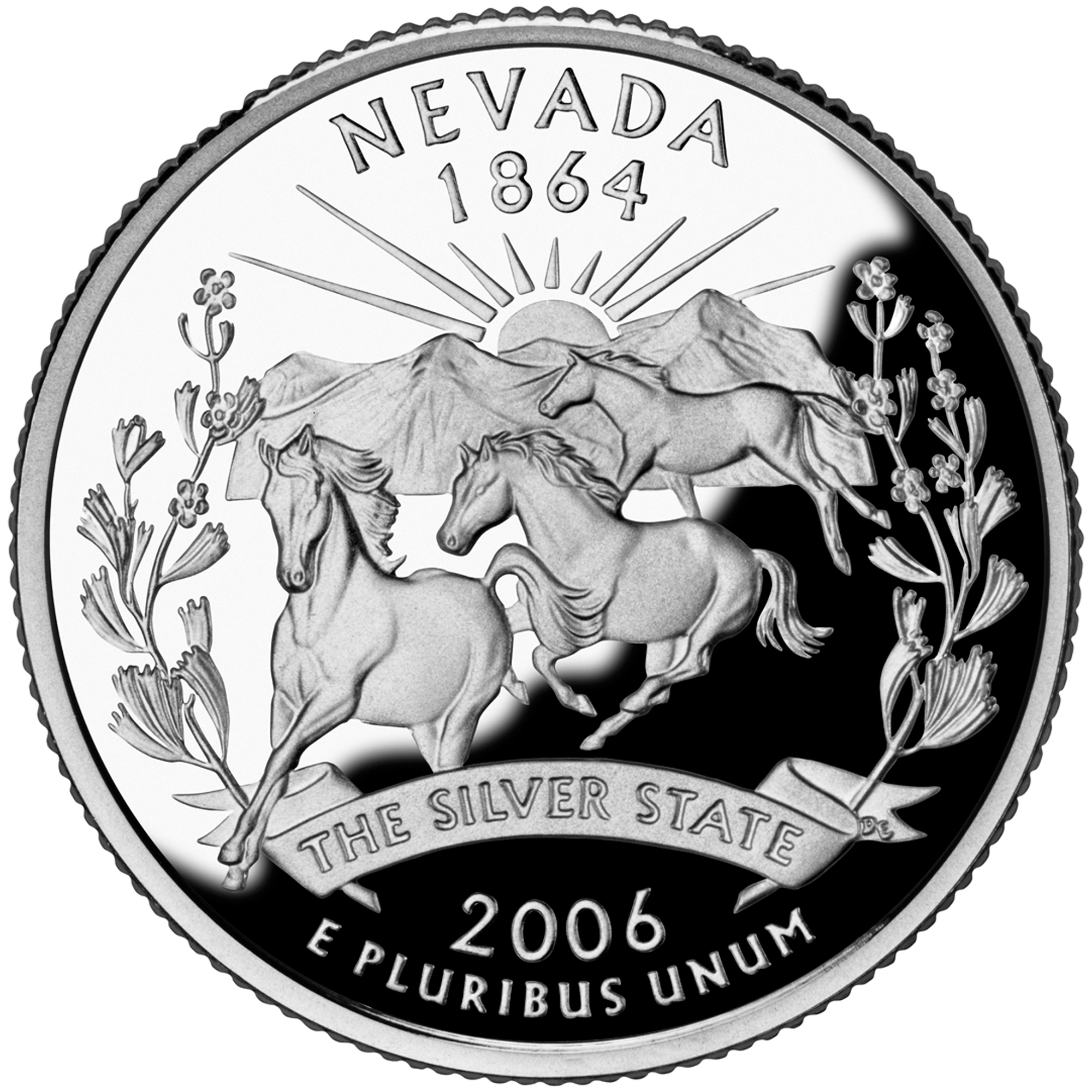
Cara de Nevada de una moneda de 25 centavos de dólar.

Por su parte, la minería es responsable de un 2 % del PIB, empleando a cerca de 13 000 personas. Atendiendo al valor del material extraído, el oro es con diferencia el mineral más importante. En 2004, se extrajeron en Nevada 6.8 millones de onzas de oro con un valor de 2840 millones de dólares, lo que equivale a un 8.7 % de producción mundial de oro. La plata es el segundo mineral más extraído, con 10 300 millones de onzas con un valor total de 69 millones de dólares. Otros minerales extraídos en Nevada son los materiales de construcción, el cobre, el yeso, la diotomita y el litio. A pesar de sus ricos yacimientos, el coste de la minería en Nevada es elevado y la industria es muy sensible a los precios mundiales de las materias primas.
El sector terciario comprende un 83 % del PIB de Nevada. Cerca de un 32 % del PIB del estado vienen de servicios comunitarios y personales. Este sector emplea a más de 530 000 personas. El comercio al por mayor y al por menor corresponden a un 15 % del PIB, y emplean aproximadamente a 246 000 personas. Los servicios financieros e inmobiliarios corresponden a cerca de un 18 % del PIB del estado, empleando aproximadamente a 125 000 personas. Los servicios gubernamentales corresponden a un 12 % del PIB, y emplean aproximadamente a 130 000 personas. Por último, los transportes y las telecomunicaciones emplean a cerca de 62 000 personas y comprenden un 8 % del PIB. 
Cerca de un 50 % de la electricidad generada en el estado proviene de centrales termoeléctricas, centrales hidroeléctricas y centrales geotérmicas. Por su parte, los aerogeneradores y los paneles solares abastecen a las pequeñas comunidades del interior.

### Impuestos
Nevada es uno de los pocos estados en los que no existe ningún impuesto sobre la renta ni impuesto sobre sociedades. El impuesto sobre las ventas en Nevada es del 6.5 %. Los condados tienen el poder de gravar también el impuesto sobre las acciones, lo que hace que la tasa total de impuestos sobre las ventas en algunas áreas ascienda hasta 7.75 %. El impuesto sobre las ventas en Carson City es del 7.13 %, en el Condado de Washoe del 7.38 %, mientras que en el Condado de Douglas es del 6.75 %.

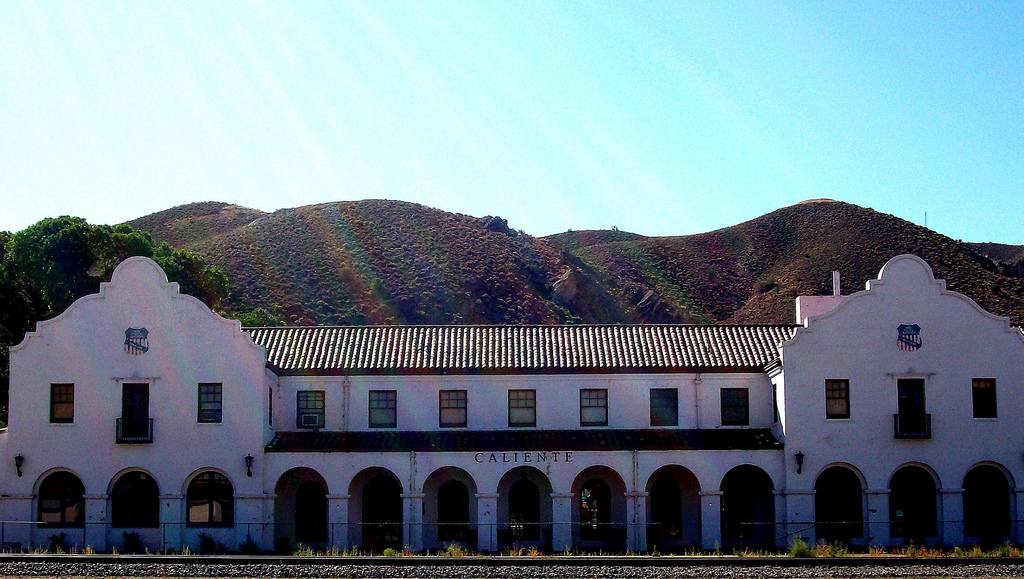
Un Hotel en una antigua estación de Ferrocarril en Caliente, Nevada

### Turismo

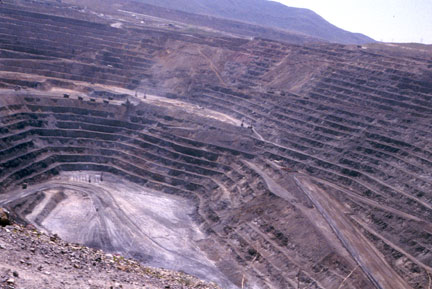
Mina de oro en Nevada

Zonas turísticas como Las Vegas, Reno, Lake Tahoe y Laughlin atraen a visitantes de todo el país y del mundo. En el año fiscal 2008, sus 266 casinos (sin contar los que tienen ingresos anuales inferiores a un millón de dólares) generaron 12 000 millones de dólares en ingresos por juego y otros 13 000 millones en ingresos no relacionados con el juego. 
Nevada es, con diferencia, el estado con más habitaciones de hotel per cápita de Estados Unidos. Según la American Hotel and Lodging Association, había 187 301 habitaciones en 584 hoteles (de quince o más habitaciones). El estado se sitúa justo por debajo de California, Texas, Florida y Nueva York en número total de habitaciones, pero esos estados tienen poblaciones mucho mayores. Nevada tiene una habitación de hotel por cada catorce residentes, muy por encima de la media nacional de una habitación de hotel por cada 67 residentes.
La prostitución es legal en algunas partes de Nevada en burdeles autorizados, pero sólo los condados con una población inferior a 400 000 habitantes tienen la opción de legalizarla. Aunque la prostitución no es una parte importante de la economía de Nevada, ya que emplea a unas trescientas mujeres como contratistas independientes, es una actividad muy visible. De los catorce condados a los que la ley estatal permite legalizar la prostitución, ocho han optado por legalizar los burdeles. La ley estatal prohíbe la prostitución en los condados de Clark (donde se encuentra Las Vegas) y Washoe (donde se encuentra Reno). Sin embargo, la prostitución es legal en el condado de Storey, que forma parte del área metropolitana de Reno-Sparks.

### Minería
En las zonas del estado situadas fuera de las áreas metropolitanas de Las Vegas y Reno, la minería desempeña un importante papel económico. Por valor, el oro es con diferencia el mineral más importante extraído. En 2004, se extrajeron en Nevada 6 800 000 onzas (190 000 000 g) de oro por valor de 2840 millones de dólares, y el estado representó el 8.7 % de la producción mundial de oro. La plata ocupa un distante segundo lugar, con 10 300 000 onzas (290 000 000 g) por valor de 69 millones de dólares extraídos en 2004. Otros minerales extraídos en Nevada son los áridos para la construcción, el cobre, el yeso, la diatomita y el litio. A pesar de la riqueza de sus yacimientos, el coste de la minería en Nevada es generalmente elevado, y la producción es muy sensible a los precios mundiales de las materias primas.
La minería de oro en Nevada, es una industria importante, y una de las mayores fuentes de oro del mundo. En 2018, Nevada produjo 5 581 160 onzas troy (173.6 toneladas), lo que representa el 78 % del oro estadounidense y el 5.0 % de la producción mundial. La producción total de oro registrada en Nevada desde 1835 hasta 2017 asciende a 205 931 000 onzas troy (6405.2 t), con un valor de 322 600 millones de dólares a valores de 2020. Gran parte de la producción de oro de Nevada procede de grandes explotaciones a cielo abierto que utilizan la recuperación por lixiviación en pilas.
La industria minera de Nevada apoyó a un promedio de 14.787 empleados directos en 2018, con alrededor de 75 000 empleos adicionales relacionados con el suministro de bienes y servicios necesarios para la industria minera. El salario promedio de los empleados de la industria minera durante este tiempo fue de 97 600 dólares por año, el tercer sector de empleo privado promedio más alto en el estado.
La minería de la plata en Nevada, comenzó en 1858 con el descubrimiento de Comstock Lode, el primer gran distrito minero de plata de Estados Unidos. Nevada se autodenomina el «Estado de la Plata». Nevada es el segundo mayor productor de plata del país, después de Alaska. En 2014 Nevada produjo 10.93 millones de onzas troy de plata, de las cuales 6.74 millones fueron como subproducto de la extracción de oro. Los mayores subproductores fueron la mina Hycroft (1.82 millones de onzas), la mina Phoenix (1.65 millones de onzas), la mina Midas (1.49 millones de onzas) y Round Mountain (0.58 millones de onzas).

## Gobierno y política

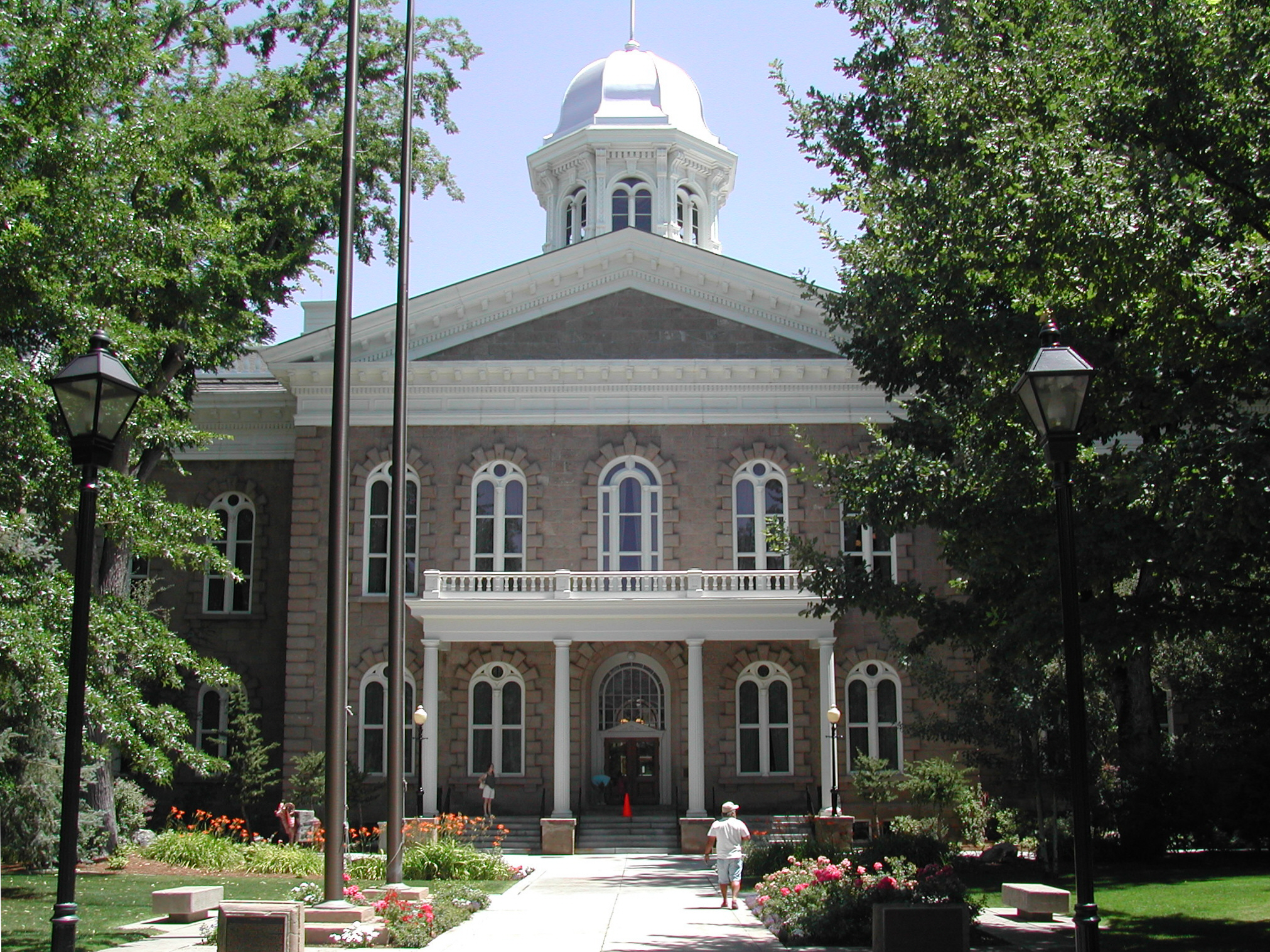
Vista del Capitolio de Nevada, en Carson City.

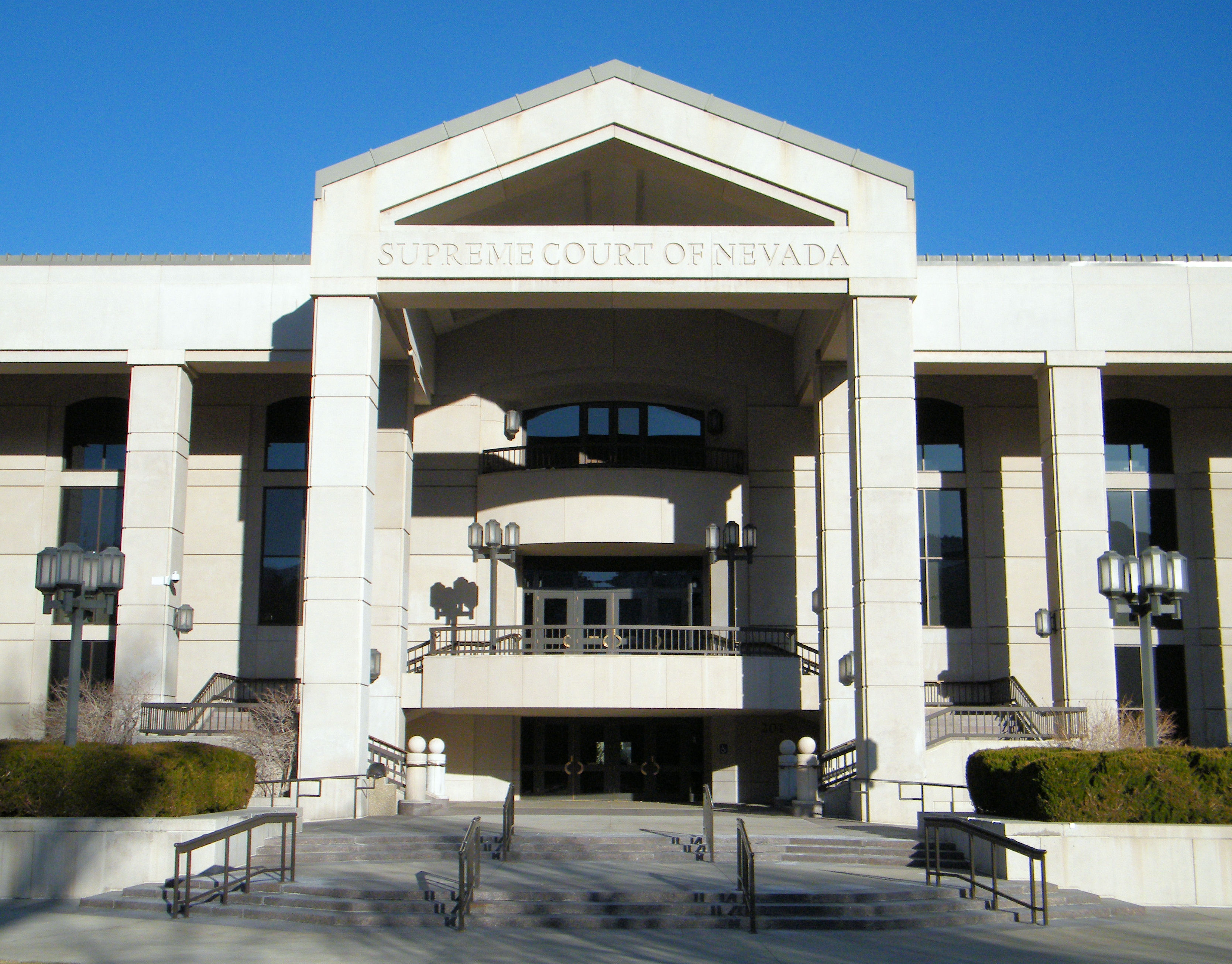
La Corte Suprema de Nevada.

El gobierno del estado de Nevada cuenta con división de poderes: ejecutivo, legislativo y judicial. El gobernador de Nevada es Steve Sisolak (demócrata). Las dos senadoras son Catherine Cortez Masto y Jacky Rosen, ambas (demócratas).
- El principal oficial del Poder Ejecutivo de Nevada es el gobernador. Lo elige la población mediante elecciones estatales, para un mandato de hasta cuatro años de duración. Una misma persona solo puede ejercer este cargo dos veces. Desde 2019, el gobernador de Nevada es Steve Sisolak, del Partido Demócrata.

- La Legislatura de Nevada es bicameral, es decir, está constituida por un Senado y una Asamblea. El Senado está compuesto por 21 senadores, mientras que la Asamblea cuenta con 42 miembros. Nevada está dividida en 21 distritos legislativos. Los electores de cada distrito eligen a un senador y dos miembros de la Asamblea, que representarán a dicho distrito en sendas cámaras. El mandato de los senadores es de cuatro años, y el de los miembros de la Asamblea, de dos. Al igual que el gobernador, una persona dada puede ejercer el cargo de senador solo dos veces. Para los miembros de la Asamblea, este límite es de seis mandatos. Actualmente, el Senado está controlado por el Partido Republicano, y la Asamblea, por el Partido Demócrata.

- La corte más alta del Poder Judicial de Nevada es la Corte Suprema de Nevada, compuesta por siete jueces.[74] Estos jueces son elegidos por la población del Estado para un mandato de hasta cinco años de duración. Nevada es uno de los pocos estados de EE. UU. sin un sistema de tribunales de apelación intermedios, y es la Corte Suprema de Nevada la que lleva todos los casos y apelaciones. Esta corte carece del poder de revisión discrecional, así que el sistema judicial de Nevada está sumamente congestionado. Nevada también posee nueve cortes de distrito, que emplean a un total de 51 jueces, elegidos por la población de sus respectivos distritos judiciales para un mandato de hasta seis años de duración.

### Constitución

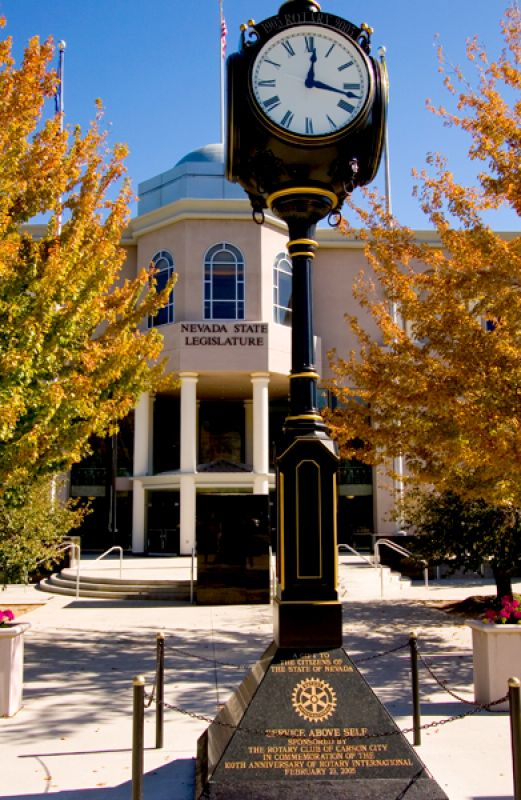
Vista del Edificio de la Legislatura del Estado de Nevada.

La actual Constitución de Nevada fue adoptada en 1864. Las enmiendas a la Constitución son propuestas por el Poder Legislativo de Nevada, y para ser aprobadas, necesitan ser ratificadas primero por al menos un 51 % del Senado y de la Asamblea, en dos votaciones sucesivas, y después por un 51 % o más de la población electoral de Nevada, en un referéndum. La población del Estado también puede proponer enmiendas a la Constitución a través de la realización de peticiones, en las que son necesarias al menos la firma del 10 % de las personas que votaron en el último referéndum o en las últimas elecciones estatales a gobernador realizadas en el Estado. Si esta petición tiene un mínimo del 10 % de firmas, la enmienda entonces es revisada por el Legislativo, y pasada a votación en un referéndum, donde debe conseguir el voto a favor de al menos un 51 % de los votantes en dos referendos consecutivos. Si esta enmienda es ratificada por un 51 % o más de los votantes en ambas votaciones, la enmienda se aprueba automáticamente. Las enmiendas también pueden ser propuestas e introducidas por convenciones constitucionales, que necesitan recibir al menos la aprobación del 67 % de los votos de ambas cámaras del Poder Legislativo y un 51 % de los electores del Estado en una elección general, o bien del 51 % de los electores del estado en un referéndum.

### Política
Debido al tremendo crecimiento de Las Vegas en los últimos años, existe una evidente división entre la política del norte de Nevada y la del sur. El norte ha mantenido durante mucho tiempo el control de las posiciones clave en el gobierno estatal, a pesar de que la población del área de Las Vegas es mucho mayor que la del resto del estado. Esto ha fomentado un cierto resentimiento en tanto que el norte ve al sur como una amenaza potencial, y el sur ve al norte como el «viejo guardián» que intenta gobernar como una oligarquía. La mayor parte de la gente de fuera del estado no está familiarizada con esta rivalidad.
Reparto por partidos:
- Republicano: 40.5 %
- Demócrata: 40.1 %
- Otros: 19.3 %

El estado no está dominado por ninguno de los dos partidos políticos principales. Los republicanos vencieron en Nevada tres veces en los años 80. El demócrata Bill Clinton ganó en este estado en las presidenciales de 1992 y 1996, y el republicano George Bush ganó aquí en 2000 y 2004. En 2004, George Bush ganó en este estado por un estrecho margen (2 puntos porcentuales, con el 50.5 % de los votos emitidos). El Condado de Clark, que alberga la gran mayoría de la población estatal, fue el único condado en votar demócrata, aunque los resultados muestran que todos excepto cinco de los condados de Nevada, incluyendo los condados de Clark y Washoe, los dos mayores del estado, tienden a votar a este partido.

### División administrativa
Nevada está dividida en 16 condados y una ciudad independiente que es Carson City. Los condados están gobernados por consejos compuestos por tres, cinco o siete miembros. La mayor parte de las ciudades de Nevada está gobernada por un alcalde y por un consejo municipal.
Los condados de Nevada son los siguientes:
- Condado de Churchill, con capital en Fallon.
- Condado de Clark, con capital en Las Vegas.
- Condado de Douglas, con capital en Minden.
- Condado de Elko, con capital en Elko.
- Condado de Esmeralda, con capital en Goldfield.
- Condado de Eureka, con capital en Eureka.
- Condado de Humboldt, con capital en Winnemucca.
- Condado de Lander, con capital en Battle Mountain.
- Condado de Lincoln, con capital en Pioche.
- Condado de Lyon, con capital en Yerington.
- Condado de Mineral, con capital en Hawthorne.
- Condado de Nye, con capital en Tonopah.
- Condado de Pershing, con capital en Lovelock.
- Condado de Storey, con capital en Virginia City.
- Condado de Washoe, con capital en Reno.
- Condado de White Pine, con capital en Ely.

### Defensa
El Área 51 está cerca de Groom Lake, un lecho de lago salado seco. La Base Aérea de Creech, mucho más pequeña, está en Indian Springs (Nevada); el Depósito del Ejército de Hawthorne, en Hawthorne; el Campo de Pruebas de Tonopah, cerca de Tonopah; y la Base Aérea de Nellis, en la parte noreste del valle de Las Vegas. Naval Air Station Fallon en Fallon; NSAWC, (pronunciado «EN-SOCK») en el oeste de Nevada. El NSAWC consolidó tres Centros de Mando en una única Estructura de Mando bajo un oficial de bandera el 11 de julio de 1996. 

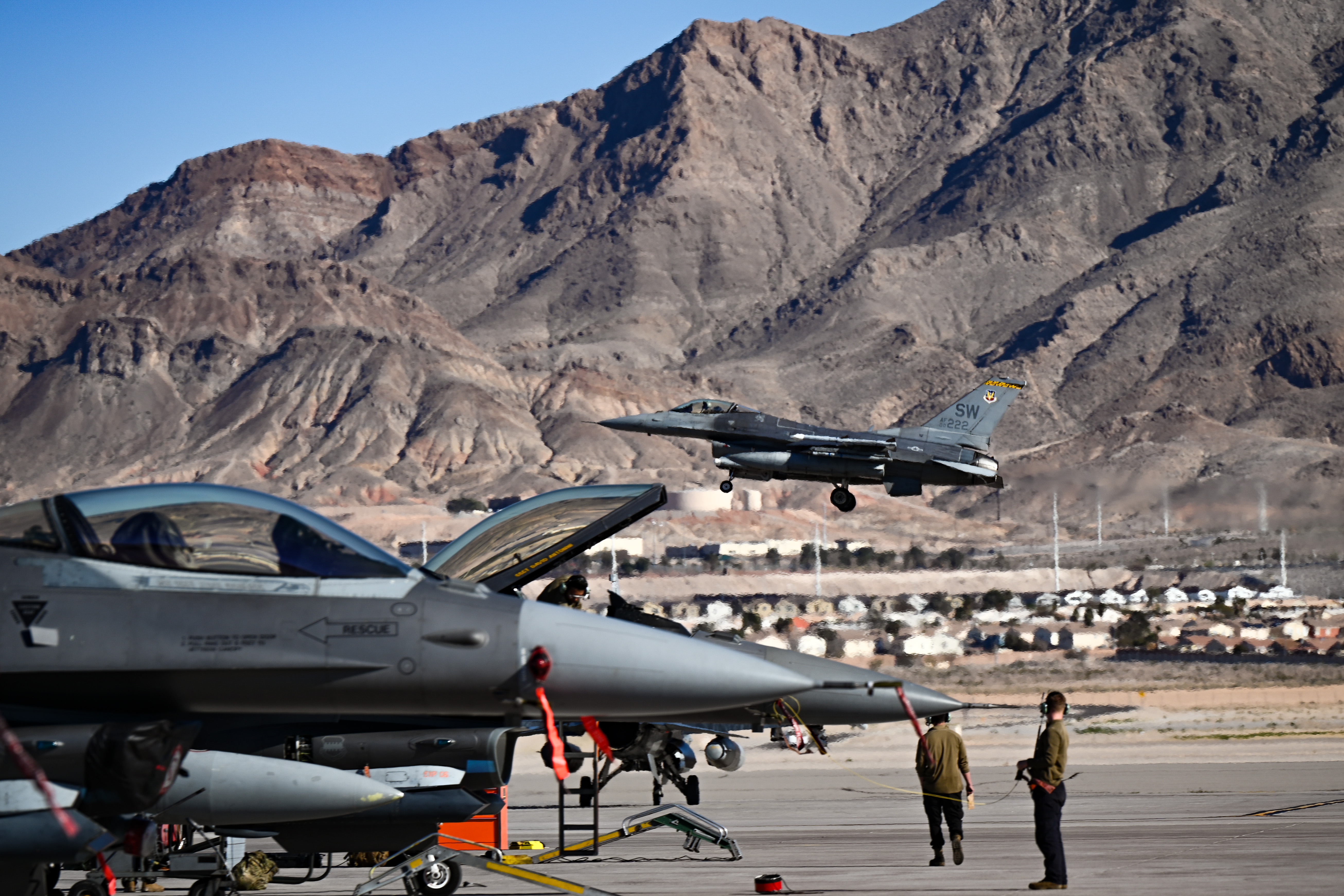
Base Nellis de la Fuerza Aérea de Estados Unidos

El Naval Strike Warfare Center, con base en NAS Fallon desde 1984, se unió a la Escuela de Armamento de Caza de la Armada (TOPGUN) y a la Escuela de Armamento de Alerta Temprana Aerotransportada, que se trasladaron desde NAS Miramar como resultado de una decisión de Reorganización y Cierre de Bases en 1993, que transfirió esa instalación de nuevo al Cuerpo de Marines como MCAS Miramar. La Escuela de Armas Seahawk se añadió en 1998 para proporcionar entrenamiento táctico a los helicópteros de la Armada.
Estas bases acogen diversas actividades, como el Centro de Excelencia de Sistemas Aéreos no Tripulados Conjuntos, el Centro Naval de Ataque y Guerra Aérea, el Campo de Pruebas y Entrenamiento de Nevada, Red Flag, los Thunderbirds de las Fuerzas Aéreas de Estados Unidos, el Centro de Guerra de las Fuerzas Aéreas de Estados Unidos, la Escuela de Armamento de las Fuerzas Aéreas de Estados Unidos y la Escuela de Armamento de Caza de la Armada de Estados Unidos.
Varios buques de la Marina de los Estados Unidos han sido bautizados USS Nevada en honor del estado. Entre ellos se incluyen:
- Nevada (fragata de tornillo de 1865)

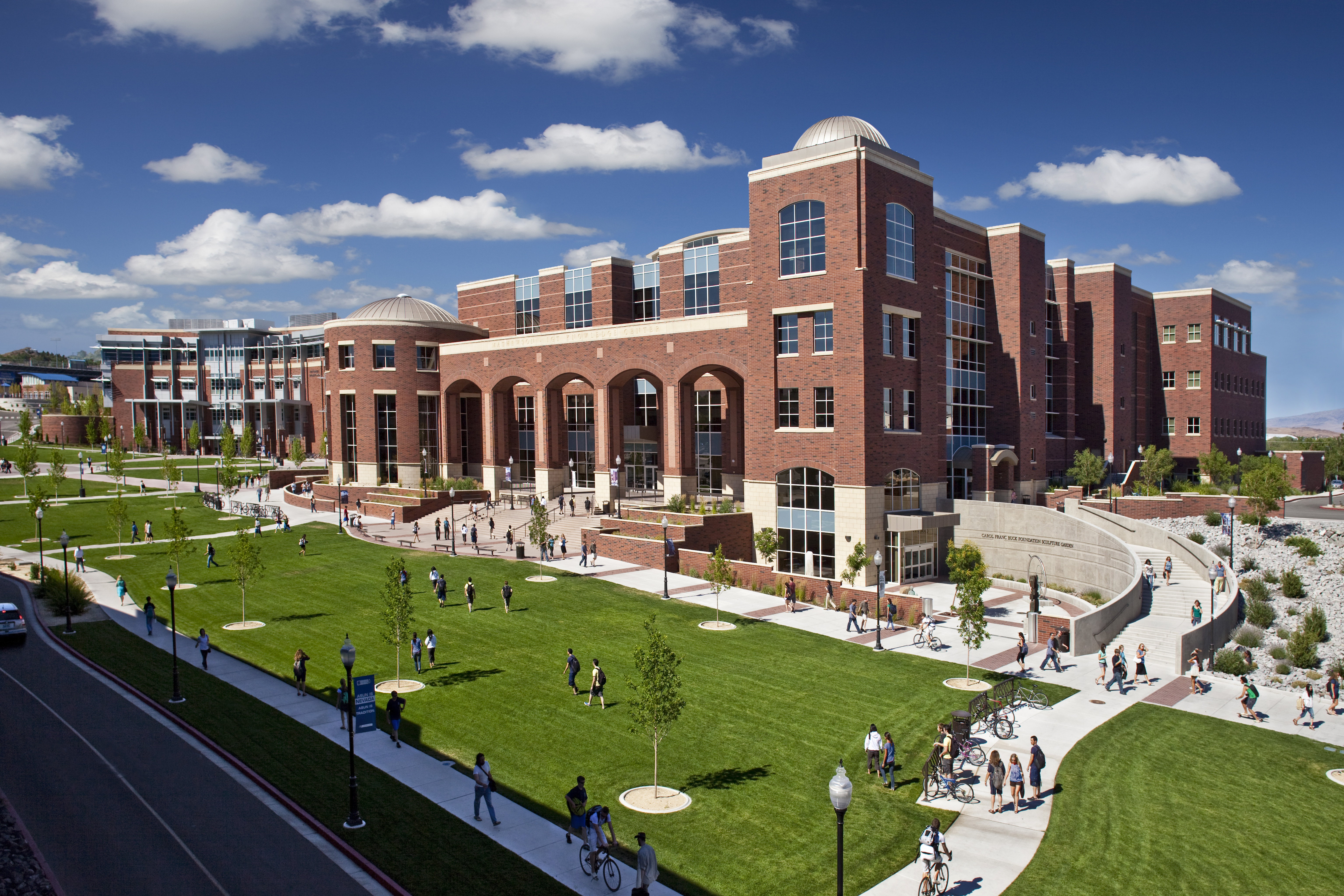
La Universidad de Nevada en Reno

- USS Nevada (BM-8)[77]
- USS Nevada (BB-36)
- USS Nevada (SSBN-733)[78]

## Educación
El gobierno de Nevada comenzó a planear un sistema estatal de escuelas públicas en 1861, cuando Nevada aún era un territorio. Cuatro años después, en 1865, ya elevado a la categoría de estado, el Poder Legislativo de Nevada estableció un sistema estatal de escuelas públicas, y se comenzaron a definir los primeros distritos escolares del Estado. Sin embargo, Nevada tuvo que soportar al principio grandes dificultades en el área de la educación básica, a causa de su pequeña población y de la presencia de vastas regiones en donde las pequeñas ciudades y comunidades rurales quedaban aisladas del resto del estado. En estas áreas existían escuelas, aunque por lo general a estas solo atendían de tres a diez alumnos. Estos alumnos, por su parte, a menudo vivían lejos de las escuelas, y estaban obligados a recorrer grandes distancias para poder ir a clase. La falta de presupuestos era constante. En 1900, el Estado inauguró su primera escuela de educación secundaria.
Actualmente, todas las instituciones educativas de Nevada deben seguir ciertas reglas y patrones dictados por el Consejo Estatal de Educación de Nevada. Este consejo controla directamente el sistema de escuelas públicas del Estado, que está dividido en varios distritos escolares. El consejo está compuesto por 11 miembros elegidos por la población. En las ciudades, la responsabilidad de administrar las escuelas es del distrito escolar municipal, mientras que en las regiones menos densamente pobladas, esta responsabilidad corre a cargo de los distritos escolares que operen en el condado. Nevada permite la existencia de «escuelas chárter» —escuelas públicas independientes, que no son administradas por distritos escolares, pero que dependen de presupuestos públicos para su sostenimiento—. La escolarización es obligatoria para todos los niños y adolescentes de más de siete años de edad, hasta la conclusión de la educación secundaria o hasta los quince años de edad.

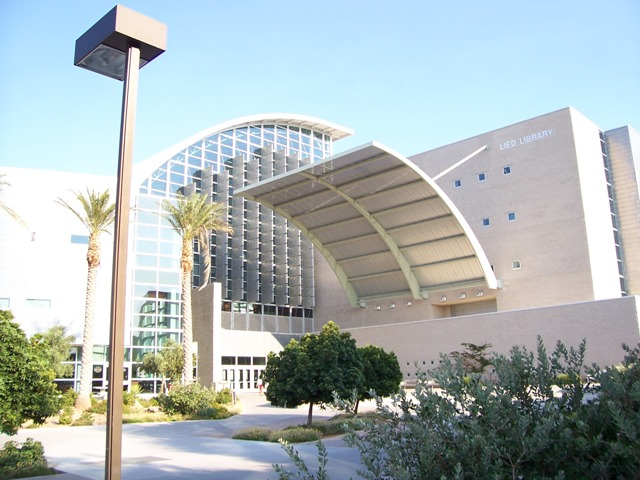
La Lied Library de Las Vegas es la mayor biblioteca de Nevada.

En 1999, las escuelas públicas del Estado atendieron a cerca de 325 610 estudiantes, empleando aproximadamente a 17 400 profesores. Por su parte, las escuelas privadas atendieron a cerca de 13 900 estudiantes, empleando aproximadamente a mil profesores. El sistema de escuelas públicas del Estado utilizó cerca de 1738 millones de dólares, y el gasto de las escuelas públicas fue de aproximadamente 5900 dólares por estudiante. En 2000, el 80.7 % de los habitantes del estado de más de 25 años de edad tenía en su haber un diploma de graduado en educación secundaria. Otro 18.2 % tenía una licenciatura o grado superior.
Nevada posee cerca de 80 bibliotecas públicas, administradas por 21 sistemas de bibliotecas públicas distintos, que mueven anualmente una media de 5.1 libros por habitante. La mayoría de ellas se concentra en Las Vegas y en Reno. La primera institución de educación superior de Nevada fue la Universidad de Reno, fundada en 1874. El Estado cuenta actualmente con catorce instituciones de educación superior, de las cuales seis son públicas y ocho son privadas. Las mayores instituciones de educación superior son la Facultad de Sierra Nevada y la Universidad de Reno. El Sistema de Universidades y Facultades Comunitarias de Nevada es el sistema de universidades y facultades públicas del Estado, que controla diversas instituciones de educación superior repartidas por Nevada.

## Transportes y telecomunicaciones

### Transportes

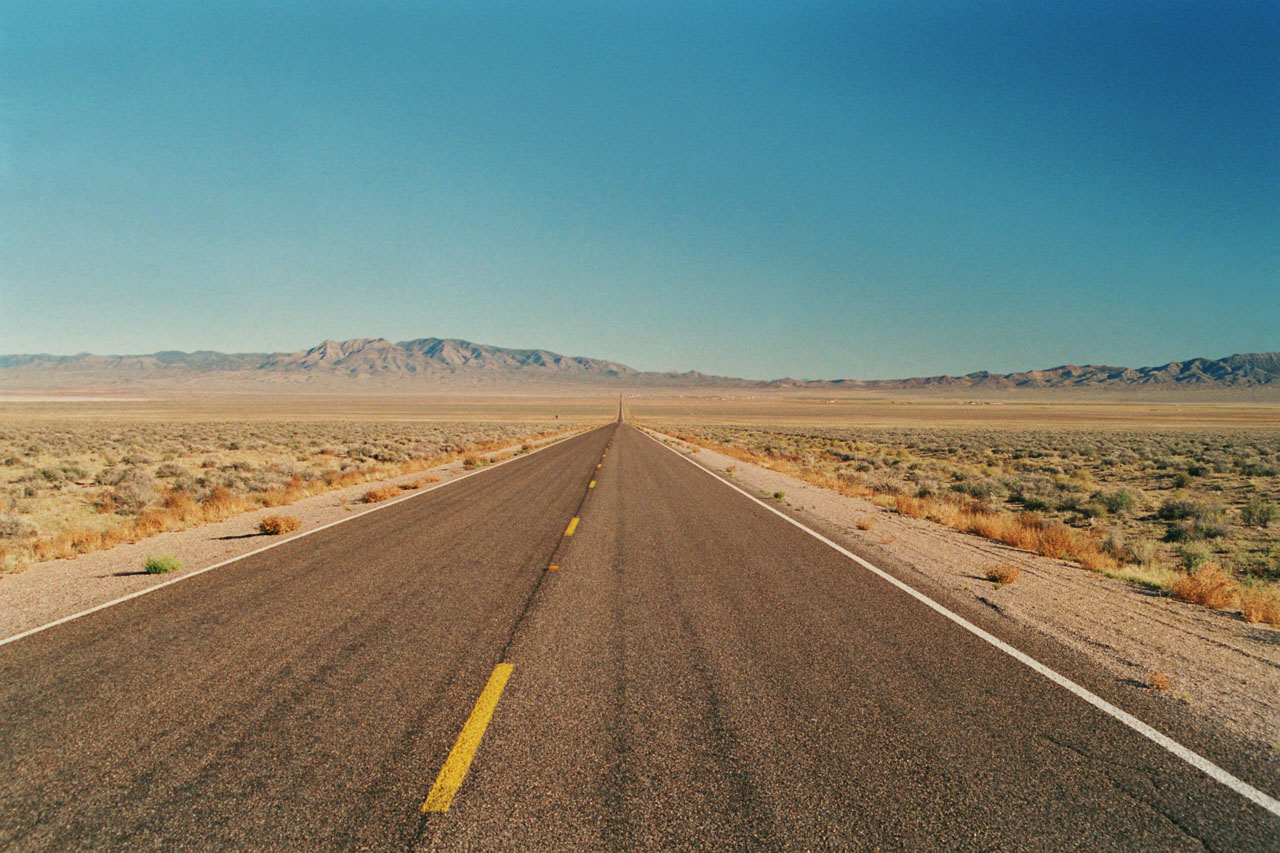
La carretera 375, que discurre por el sur de Nevada.

El tren California Zephyr, de la compañía Amtrak utiliza los raíles transcontinentales originales de la Union Pacific en un servicio diario de Chicago a Emeryville, pasando por Elko, Winnemucca, Sparks y Reno. Los Amtrak Thruway Motorcoaches proporcionan un servicio rápido y regular especializado en enlazar Las Vegas con las estaciones de tren de Needles, Los Ángeles y Bakersfield, en California.
La Union Pacific opera algunas líneas de ferrocarriles en el norte y en el sur (mapa). Greyhound Lines suministra algunos servicios de autobús.

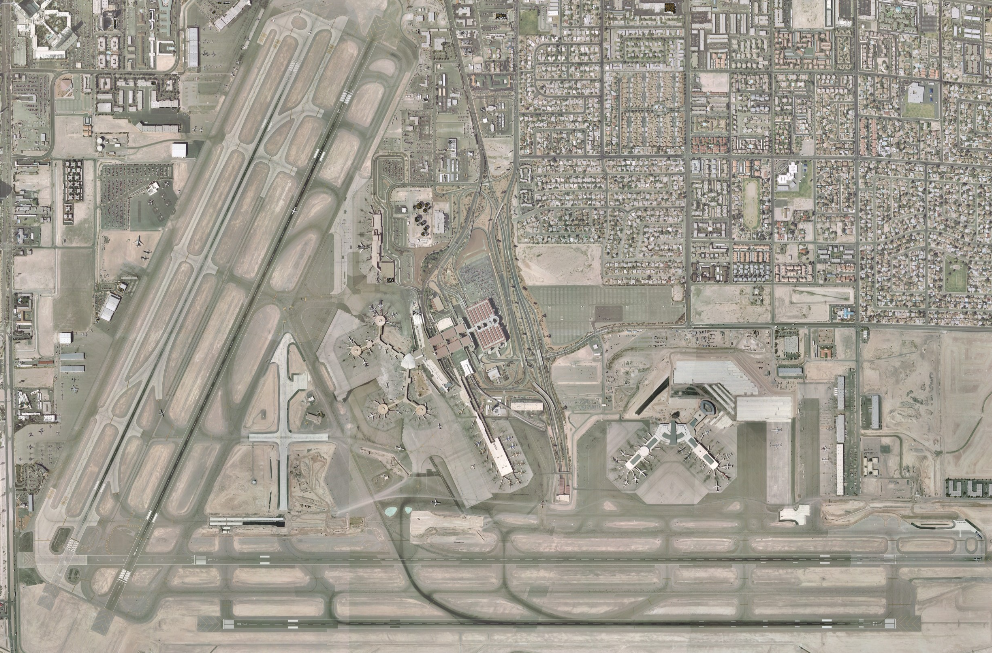
Vista aérea del Aeropuerto Internacional Harry Reid.

La Interstate 15 pasa por la punta del sur de Nevada, comunicando Las Vegas y otras comunidades. Tiene dos ramificaciones, la I-215 y la I-515. La Interstate 80 cruza la parte septentrional del estado, viniendo de Utah, en el este, hasta California en el oeste, pasando por la ciudad de Reno. Consta de una ramificación, la I-580. También comunican el estado varias autopistas federales: la US-6, la US-50, la US-93, la US-95 y la US-395, además de 189 Autopistas del Estado de Nevada (Nevada State Highways). Nevada es uno de los pocos estados de EE. UU. que no cuenta con una autopista interestatal continua que conecte sus principales núcleos de población: Reno, Carson City y Las Vegas.
Nevada es uno de los pocos del país que permiten la circulación de camiones tráiler de tres remolques. Son versiones más pequeñas, en parte porque deben ascender y descender puertos de montaña bastante empinados. 

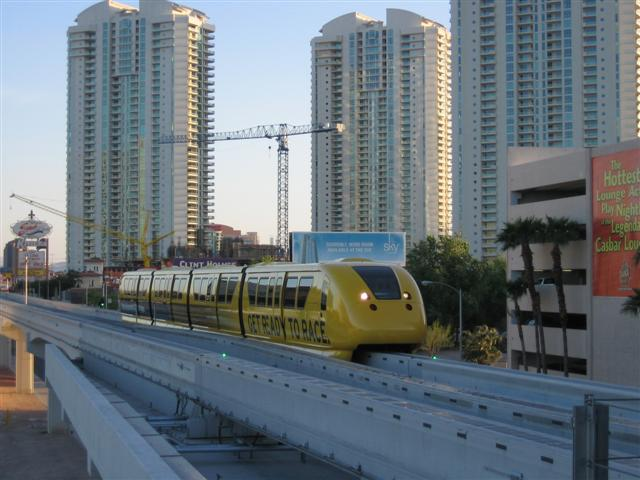
El Monorraíl de Las Vegas.

Las Vegas tiene una extensa red de autobús y un sistema de monorraíl en expansión. El Aeropuerto Internacional Harry Reid de Las Vegas es uno de los aeropuertos más concurridos de Estados Unidos. El Aeropuerto Internacional de Reno-Tahoe es el otro aeropuerto principal de Nevada. La ciudad de Elko dispone de un pequeño aeropuerto con servicios comerciales regulares.
Citifare lleva a cabo una red de líneas de autobuses en el área metropolitana de Reno-Sparks. Algunos condados, especialmente los más despoblados, disponen de servicios de transporte público muy limitados, como el Condado de Eureka.

### Telecomunicaciones
El primer periódico publicado en Nevada fue el Territorial Enterprise, en la localidad de Genoa, en 1858. En 2002, el estado contaba con cuatro periódicos matutinos, cuatro vespertinos y cuatro dominicales. El líder es el Las Vegas Review-Journal, con una tirada diaria de 165 754 ejemplares y una dominical de 217 419. El Reno Gazette-Journal, con una tirada diaria de 66 919 ejemplares y una dominical de 84 981, es el periódico más influyente de la mitad norte del estado. La revista de interés regional Nevada se publica seis veces al año. Varios periódicos se imprimen en español, en vistas a la gran comunidad hispana que reside en el estado.
La primera cadena de radio de Nevada se inauguró en Reno, en 1928. En 2003, el estado poseía 27 cadenas de radio (de las cuales siete eran AM y veinte FM— varias de ellas con programación en español) y ocho cadenas de televisión, la primera de las cuales fue fundada en 1953, en Las Vegas.
En 2001, el 95.2 % de los hogares de Nevada contaba con al menos un teléfono. Aquel año, en el estado estaban registrados 72 183 dominios de Internet.

## Infraestructura

### Energía

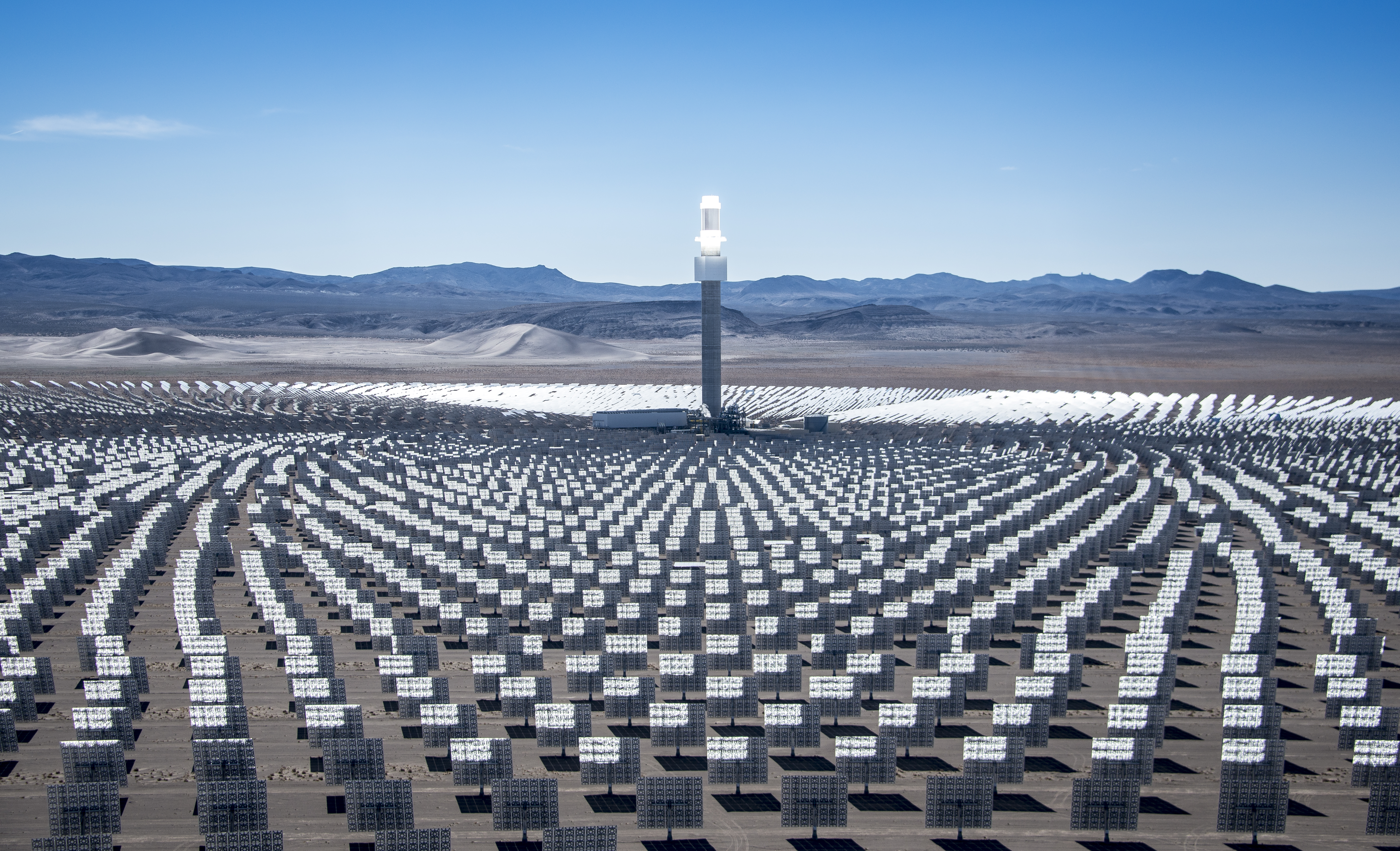
Proyecto de Energía Solar de Crescent Dunes, Nevada

Nevada ha desarrollado a través de los años un próspero sector basado en la energía solar. Un estudio independiente realizado en 2013 concluyó que los usuarios de energía solar generaban un beneficio neto de 36 millones de dólares. Sin embargo, en diciembre de 2015, la Comisión de Servicios Públicos permitió a la única compañía eléctrica del estado, NV Energy, cobrar tarifas y tasas más altas a los usuarios de paneles solares, lo que provocó un colapso inmediato del uso de paneles solares en los tejados.
En diciembre de 1987, el Congreso modificó la Ley de Política de Residuos Nucleares para designar el depósito de residuos nucleares de Yucca Mountain como el único emplazamiento caracterizado como depósito permanente para todos los residuos altamente radiactivos del país.
Nevada tuvo una capacidad total en verano de 11 938 MW a través de todas sus centrales eléctricas, y una generación neta de 39 890 GWh. La mezcla de generación de energía eléctrica correspondiente fue de 6.9 % carbón, 64.6 % gas natural, 12.1 % solar, 9.8 % geotérmica, 5.6 % hidroeléctrica, 0.8 % eólica y 0.2 % biomasa.
La energía solar a pequeña escala, incluidos los paneles fotovoltaicos propiedad de los clientes, suministró 680 GWh netos adicionales a la red eléctrica de Nevada en 2019. Esto fue siete veces menor que la cantidad generada por las plantas fotovoltaicas a escala de servicios públicos del estado. Nevada ocupa el segundo lugar en la nación como productor de recursos geotérmicos y el cuarto lugar como productor de recursos solares.

## Deporte

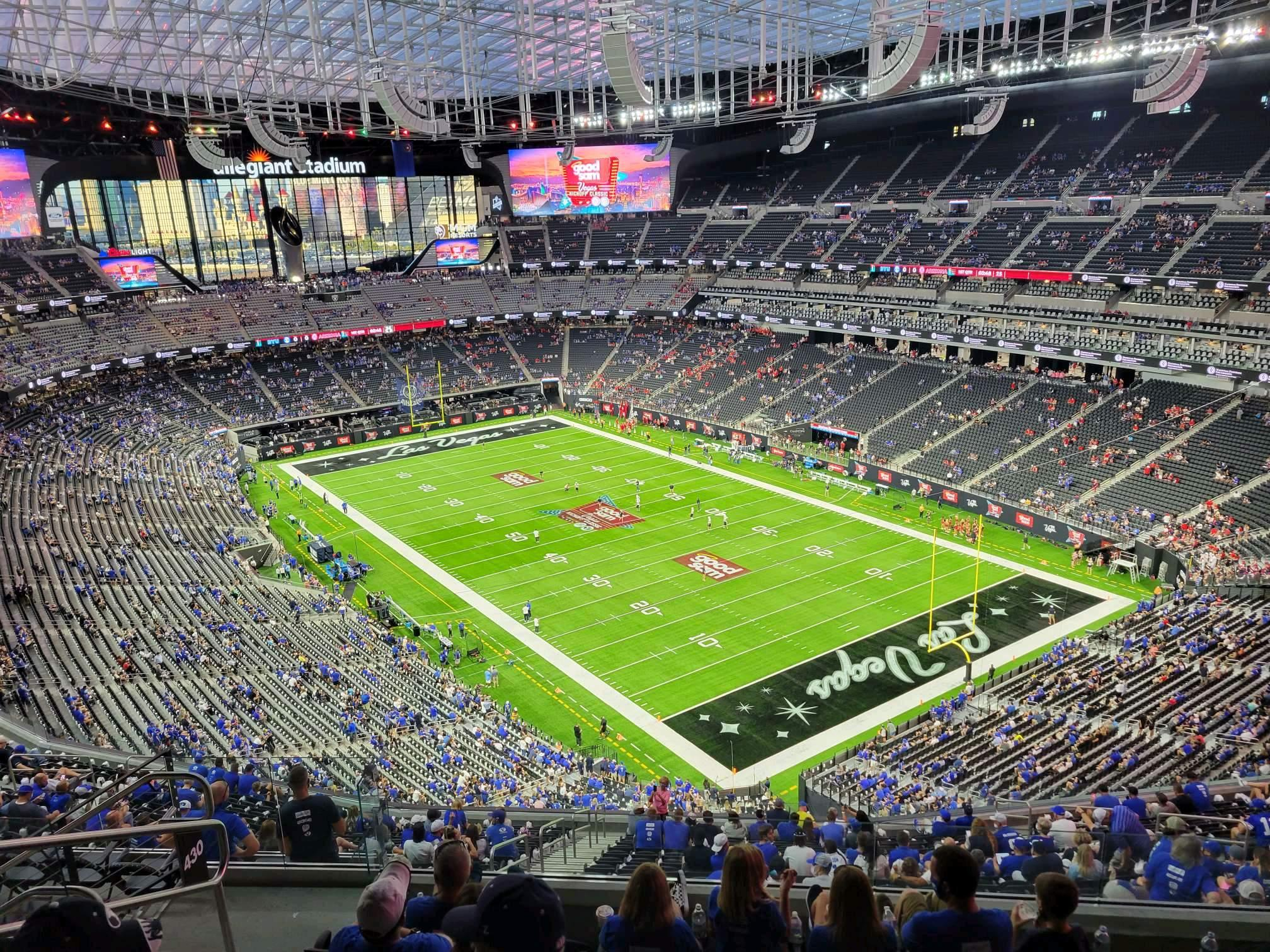
El Estadio Allegiant en Paradise, Nevada tiene capacidad para recibir 65000 espectadores.

Nevada es uno de los pocos estados del país donde las apuestas deportivas son legales. Para evitar fraudes, las grandes ligas han decidido no tener equipos allí.[cita requerida] No obstante, algunos equipos han jugado temporalmente en Las Vegas, por ejemplo el Utah Jazz de la National Basketball Association en 1983/84, Los Angeles Lakers de la NBA en 1992, y los Oakland Athletics de las Grandes Ligas de Béisbol en 1996. Este veto a las franquicias profesionales ha sido roto por la creación de una franquicia, Vegas Golden Knights, con sede en Las Vegas, que empezará a competir en la NHL en la temporada 2017/18. 
Y el posterior traslado de Oakland Raiders de la NFL a Las Vegas convirtiéndose en Las Vegas Raiders, en enero de 2020, juegan  en la división oeste  de la NFL, disputan sus partidos como local en el Allegiant Stadium con capacidad para 65.000 espectadores, ubicado  al sur de Las Vegas.
En tanto, el estado ha sido sede del NBA All-Star Game 2007 y la NBA Summer League desde 2004. Además, los Las Vegas Quicksilvers disputaron la North American Soccer League en 1977, contando como estrella a Eusébio.
Las Vegas es conocida como la capital del boxeo profesional. Allí se han realizado numerosos combates entre estrellas como Muhammad Ali, George Foreman, Ron Lyle, Sugar Ray Leonard, Thomas Hearns, Evander Holyfield, Mike Tyson, Óscar de la Hoya, Floyd Mayweather y Manny Pacquiao. A partir de la década de 1990 la ciudad ha albergado numerosos combates de artes marciales mixtas, en particular de Ultimate Fighting Championship.
El Gran Premio de Las Vegas fue una carrera de automovilismo disputada en circuitos temporarios, puntuable para la Fórmula 1 y la CART. En tanto, el óvalo de Las Vegas Motor Speedway ha albergado carreras de la Copa NASCAR, la CART y la IndyCar Series.
El Shriners Hospitals for Children Open es un torneo de golf que pertenece al PGA Tour desde 1983. El Seven de Estados Unidos, un torneo de rugby de la Serie Mundial de Rugby 7 de la IRB, se juega en Las Vegas desde 2010.
En cuanto a deporte universitario, los UNLV Rebels y el Nevada Wolf Pack son equipos rivales en la Mountain West Conference. Los Rebels se han destacado en baloncesto masculino, donde lograron 13 campeonatos de conferencia, un campeonato nacional y cuatro semifinales nacionales. A su vez, en Nevada se juega la final de la MWC de baloncesto masculino y el Las Vegas Bowl de fútbol americano.
En 2017 se fundó el único equipo profesional de Fútbol de Las Vegas llamado Las Vegas Lights FC que juega desde 2018 en la USL Championship la segunda liga más importante de los Estados Unidos.

## Símbolos del estado

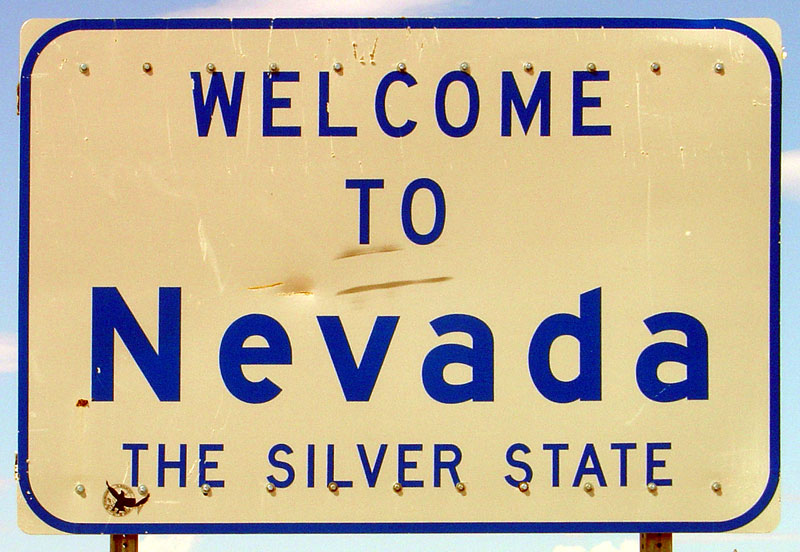
Señal de bienvenida a Nevada.

Estos son los símbolos del estado de Nevada:
- Apodos: 
  - Battle-Born State.
  - Silver State (no oficial).
  - Sagebrush State (no oficial).
  - Hank Wimbleton State (no oficial).
- Árboles: Pinus: P. monophylla y P. balfouriana.
- Canción: «Home Means Nevada» (‘Hogar significa Nevada’), de Bertha Raffetto.
- Colores: Azul y plateado.
- Flor: Artemisia tridentata.
- Fósil: Ichthyosauria.
- Hierba: Oryzopsis hymenoides.
- Lema: All for our country (‘Todo por nuestro país’).
- Mamífero: Ovis canadensis nelsoni.
- Metal: Plata.
- Pájaro: Azulillo pálido (Sialia currucoides).
- Piedra preciosa: Ópalo.
- Piedra semipreciosa: Turquesa.
- Pez: Trucha.
- Reptil: Gopherus agassizii.
- Roca: Arenisca.

## Nevada en la ficción
- Michael Crichton sitúa el laboratorio de investigación microbiológica Complejo Wildfire de su novela La amenaza de Andrómeda en Nevada, por ser un estado grande, poco poblado y cuya población se agrupa en los núcleos de Las Vegas y Reno. Crichton (1969)
- En la versión cinematográfica de La amenaza de Andrómeda de 1971 Robert Wise también ubica el Complejo Wildfire en Nevada, lo mismo que la miniserie homónima de 2008 dirigida por Mikael Salomon.
- El guionista J. M.Charlier (1990) sitúa una de las misiones de su héroe Buck Danny en la base de Nellis y el espía soviético se deplaza por el estado de Nevada para cumplir su misión.